# Peter Paul Rubens

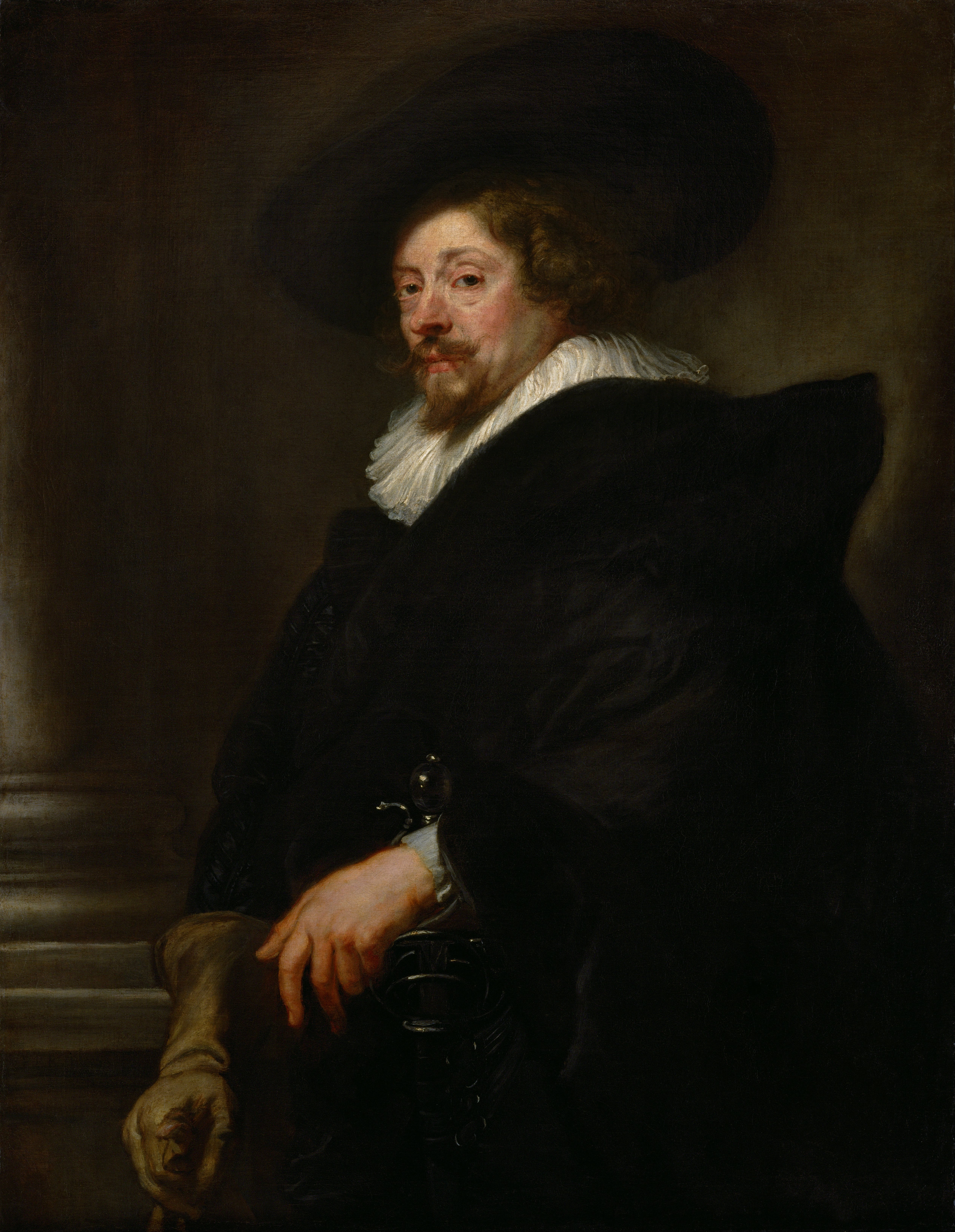
Selbstbildnis, um 1638, Kunsthistorisches Museum, Wien

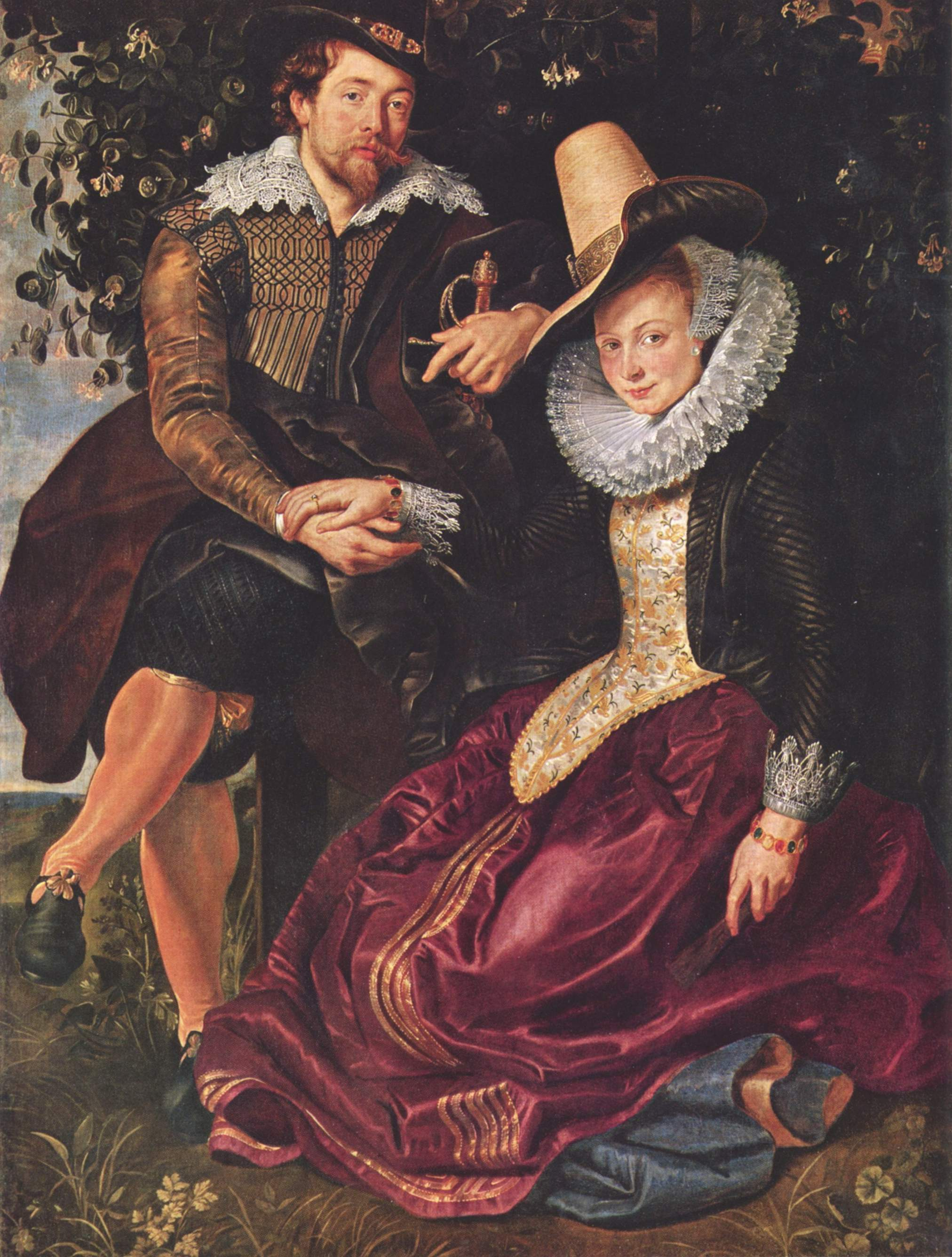
Peter Paul Rubens mit seiner Frau Isabella, um 1609, Alte Pinakothek, München

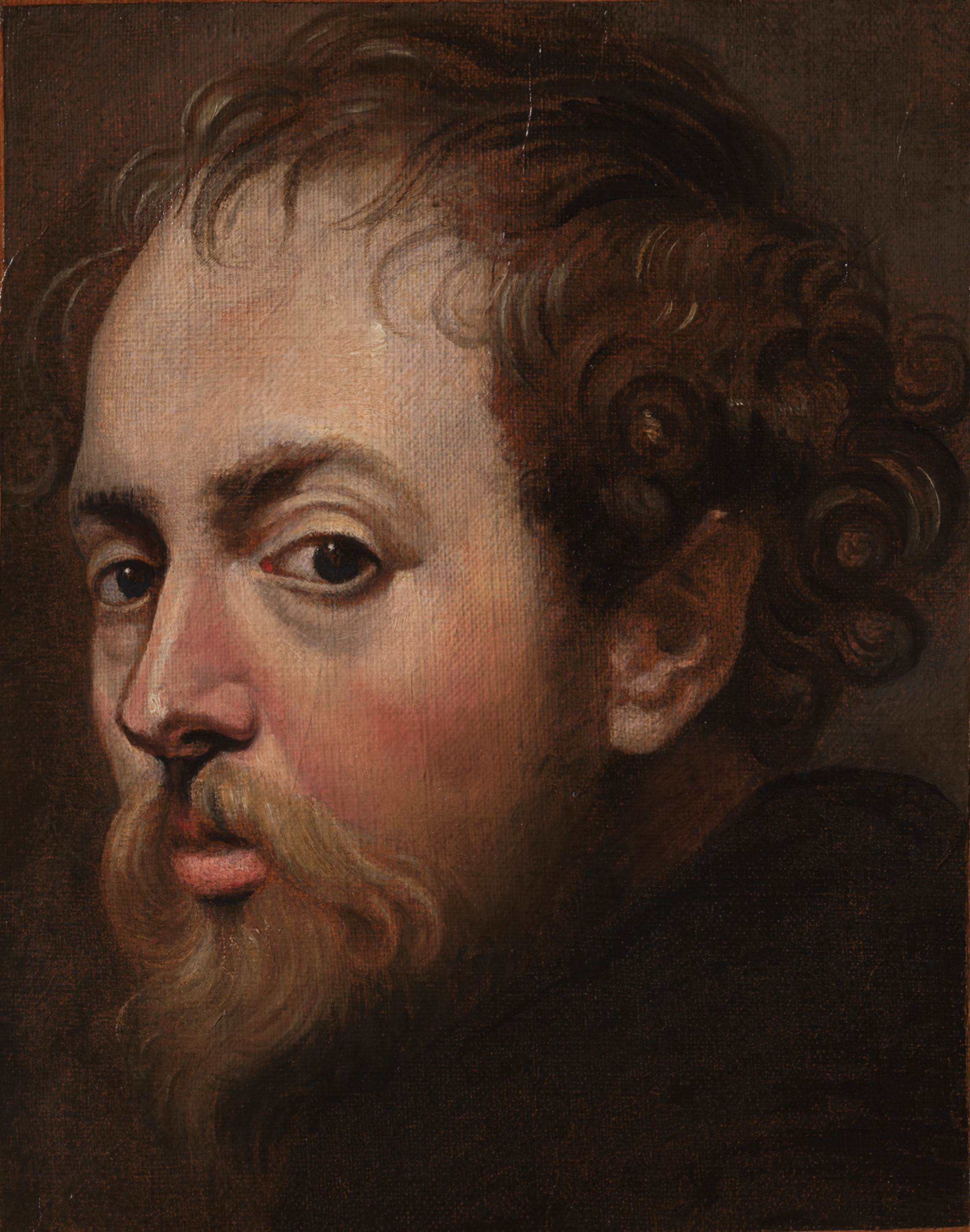
Selbstbildnis, 1607

Peter Paul Rubens ˈrybə(n)s; auch Pieter Pauwel Rubens oder latinisiert Petrus Paulus Rubens, (* 28. Juni 1577 in Siegen; † 30. Mai 1640 in Antwerpen) war ein Maler flämischer Herkunft. Er war einer der bekanntesten Barockmaler und Diplomat der spanisch-habsburgischen Krone.

## Leben

### Jugend und Elternhaus

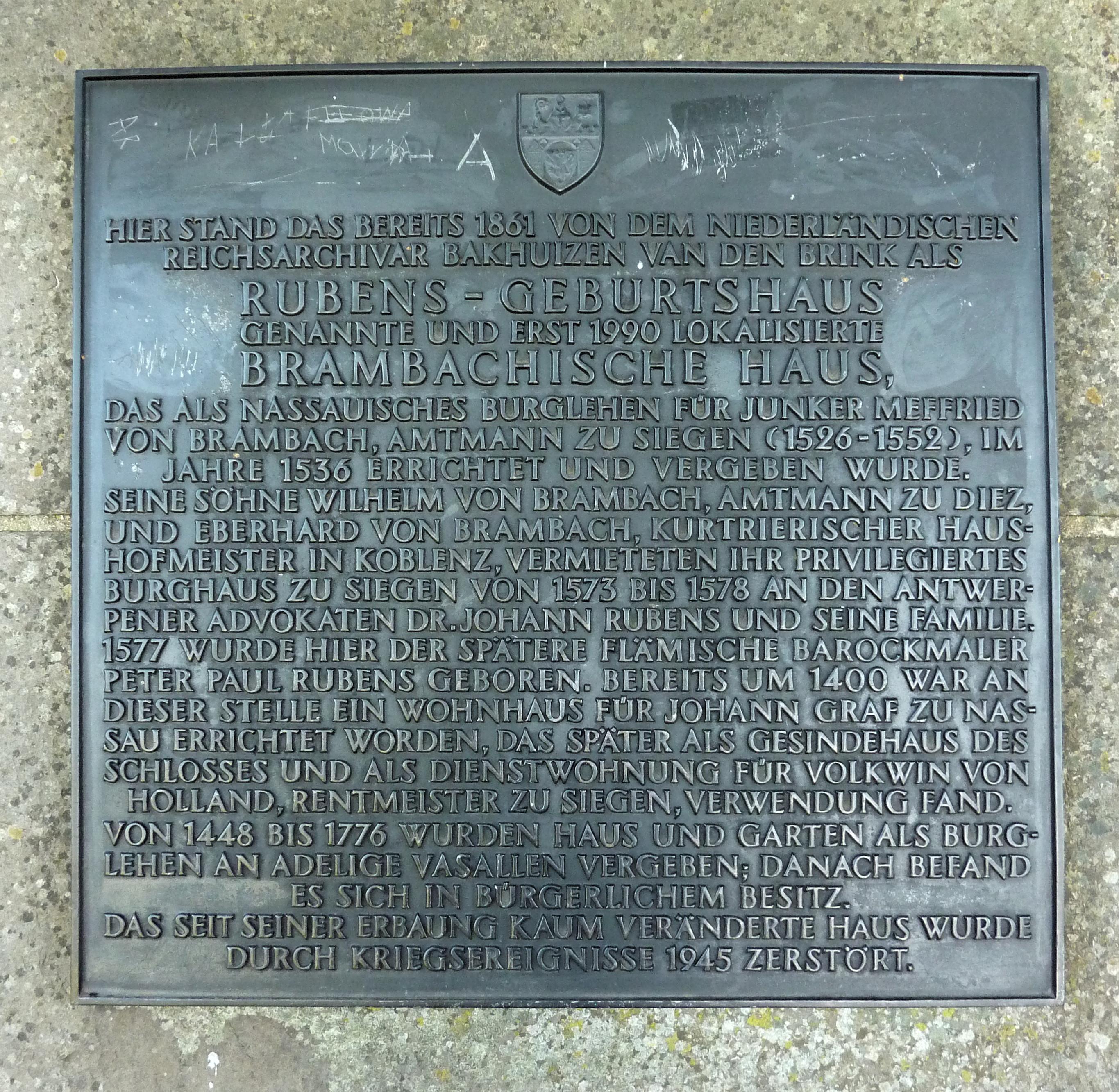
Gedenktafel an der Realschule am Oberen Schloss, Burgstr. 10–14, Siegen:
„Hier stand das bereits 1861 von dem niederländischen Reichsarchivar Bakhuisen van den Brink als Rubens-Geburtshaus genannte und erst 1990 lokalisierte Brambachische Haus [...] Das seit seiner Erbauung kaum veränderte Haus wurde durch Kriegsereignisse 1945 zerstört.“

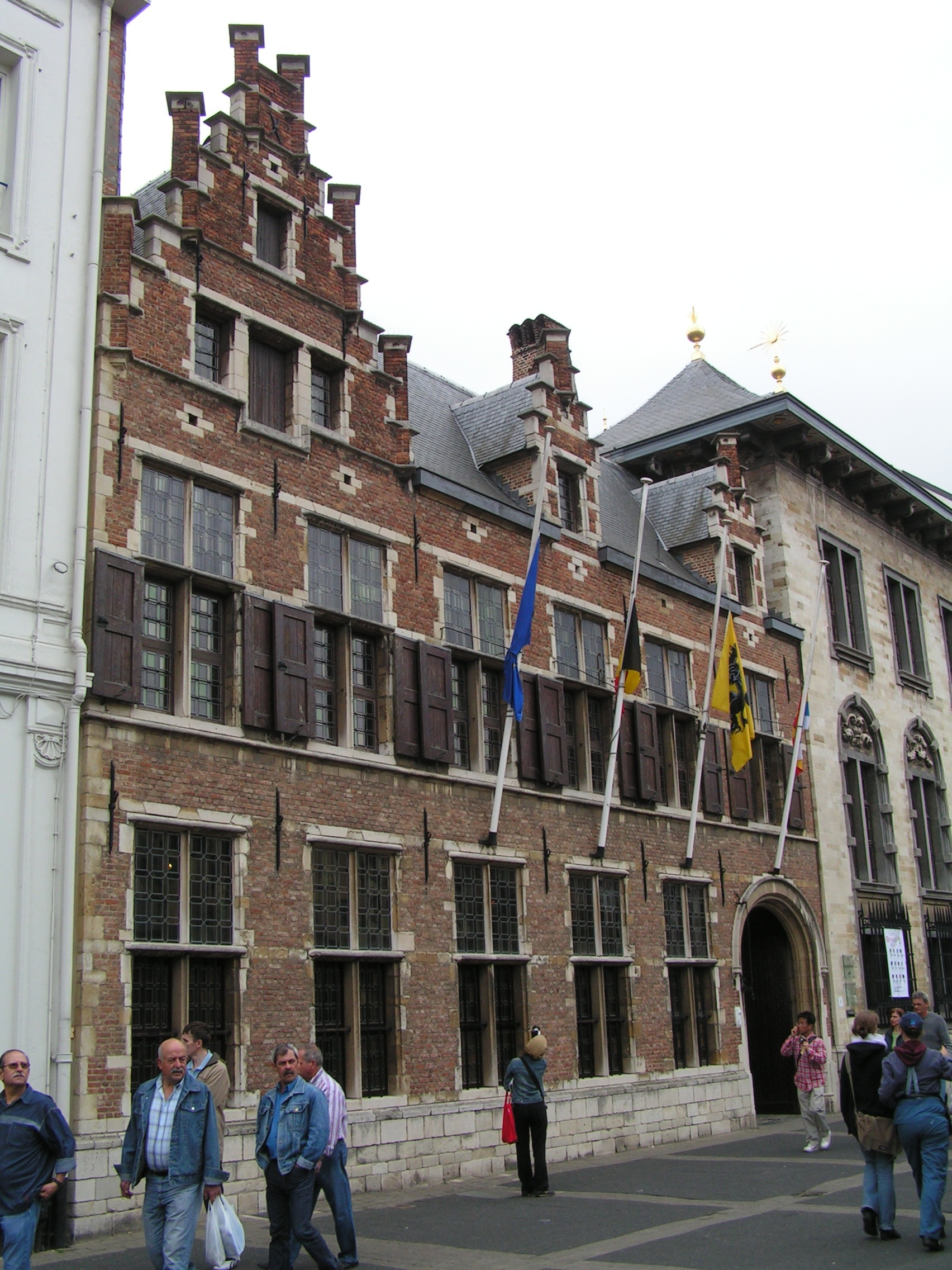
Rubenshaus, Wapper 9, Antwerpen

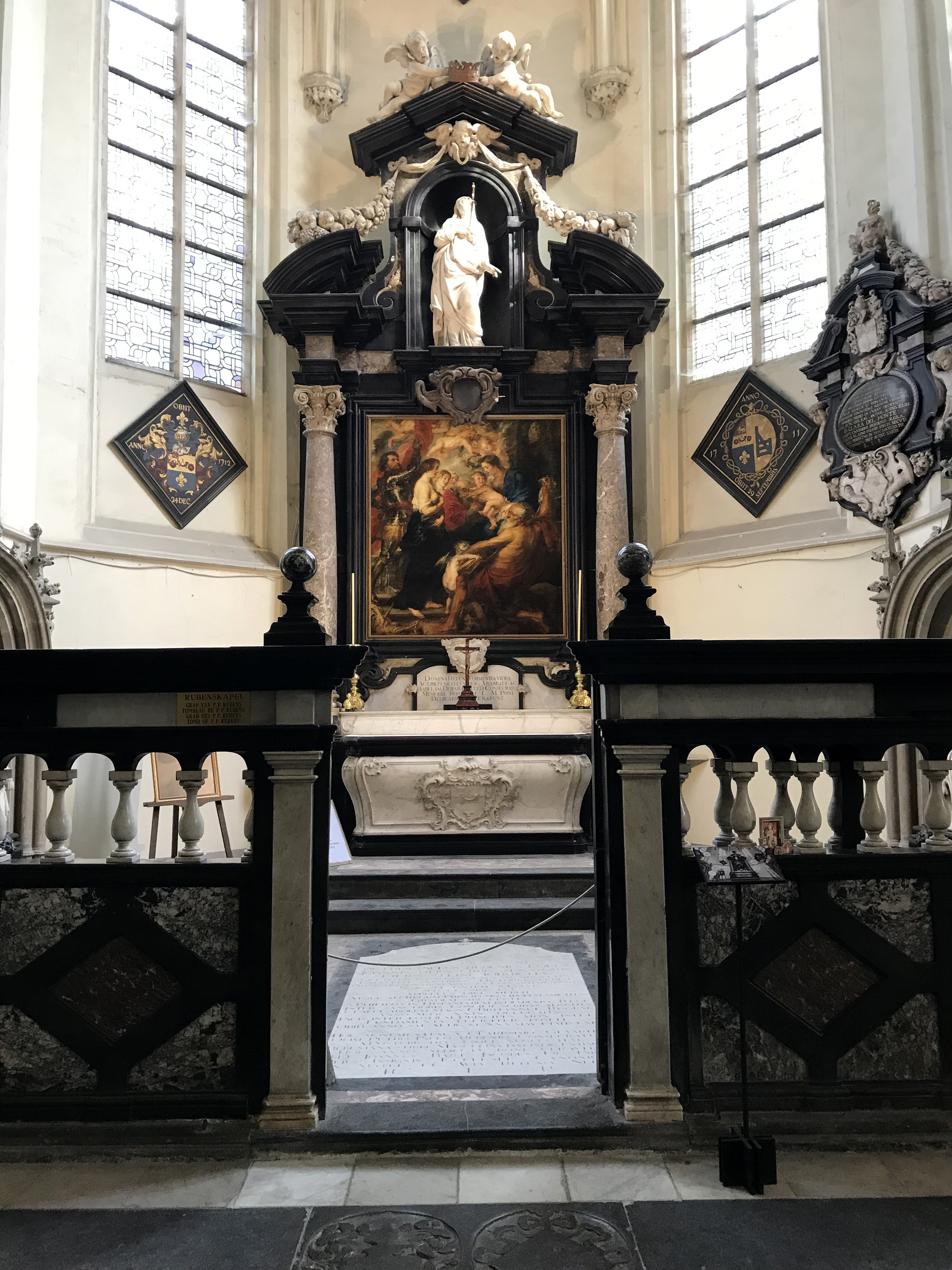
Rubenskapelle mit Grabplatte (in der Mitte am Boden), Jakobskirche, Antwerpen

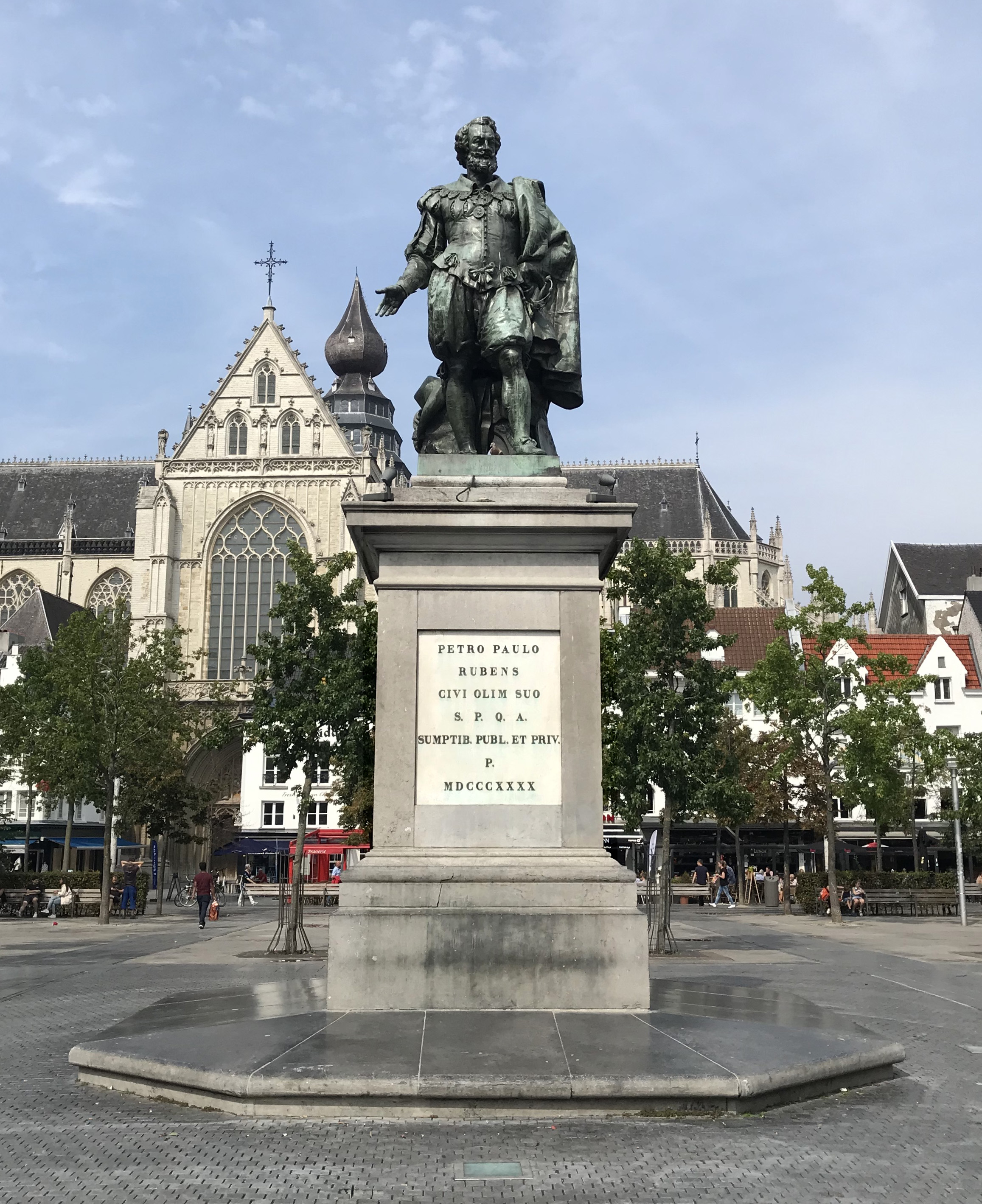
Rubensdenkmal, Groenplaats, Antwerpen

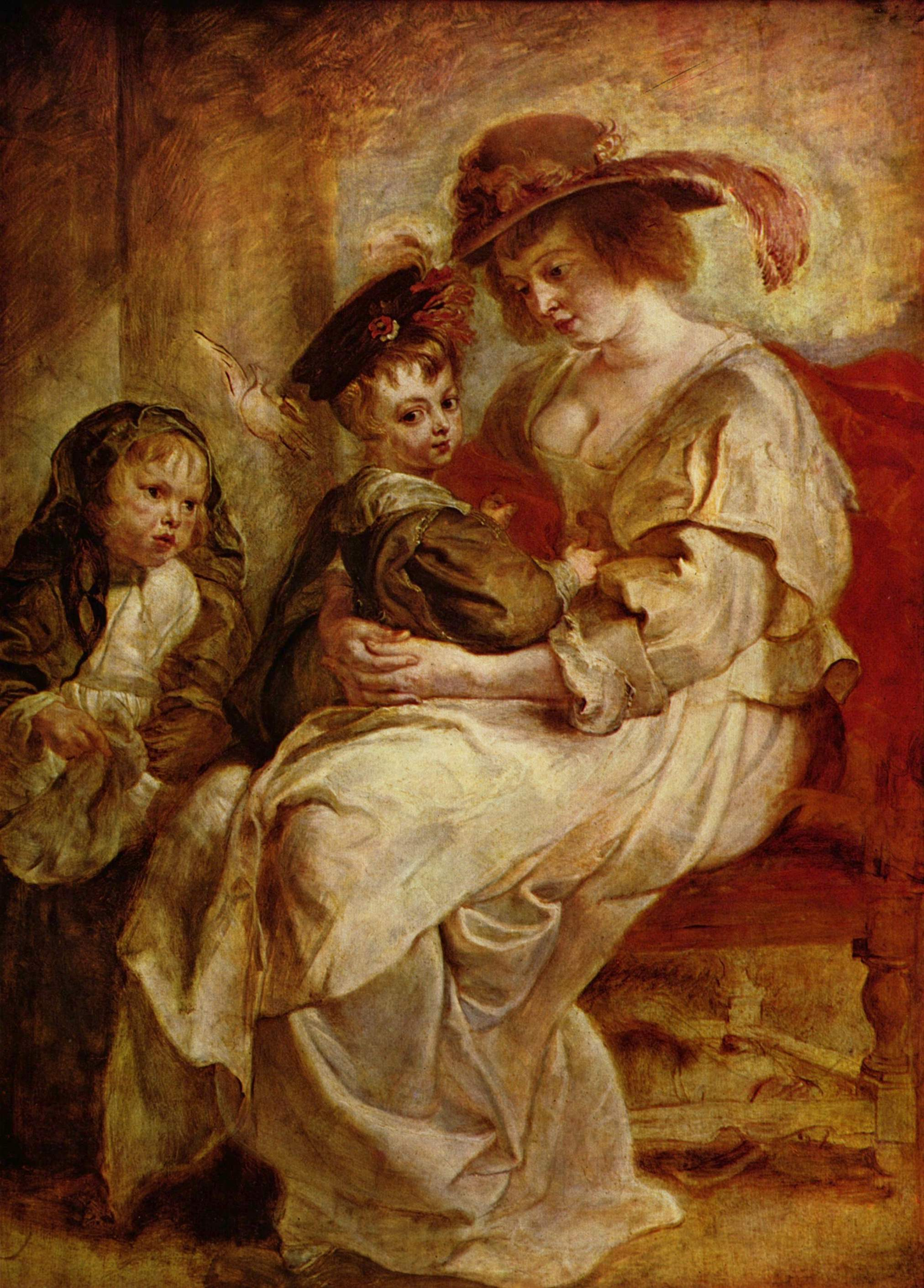
Porträt Hélène Fourment mit zweien ihrer Kinder (um 1636)

Peter Paul Rubens wurde vermutlich am 28. Juni 1577 als Sohn von Jan Rubens und Maria Pypelinckx in Siegen (Grafschaft Nassau-Dillenburg) geboren. Er hatte sechs Geschwister. Das Geburtsdatum ist nicht zweifelsfrei bezeugt, da nur ein Kupferstich, der neun Jahre nach Rubens’ Tod entstand, auf den 28. Juni verweist. Möglich wäre ebenfalls der 29. Juni als Gedenktag der römisch-katholischen Kirche für Peter und Paul.
Der Vater war ein in Flandern und Italien ausgebildeter Rechtsanwalt und Schöffe in Antwerpen. 1568 musste er mit seiner Familie im Zuge der Religionsunruhen – Jan Rubens hatte Kontakt zu calvinistischen Kreisen – nach Köln fliehen, wohnte in der Sternengasse 10 und arbeitete unter anderem als Berater Annas von Sachsen, zweite Gemahlin Wilhelms von Oranien.
Nachdem er und Anna ein Verhältnis begonnen hatten, wurde Jan um den 10. März 1571 auf dem Weg nach Siegen verhaftet und kam in das Gefängnis im Dillenburger Schloss. Auf die beharrliche Fürsprache seiner Frau Maria wurde die Haft nach zwei Jahren in Hausarrest umgewandelt, den die Familie Rubens in Siegen verbrachte. 1578, ein Jahr nach Annas Tod und Peter Pauls Geburt, durfte die Familie wieder nach Köln zurückkehren.
Annas Tochter Christine von Diez (22. August 1571–1638) gilt als Kind von Jan Rubens und damit als Halbschwester von Peter Paul Rubens.
Nach dem Tod von Jan Rubens 1587 zog Maria Pypelinckx mit den Kindern zurück nach Antwerpen. Nachdem Peter Paul gemeinsam mit anderen Söhnen der Antwerpener Oberschicht die Lateinschule von Rumoldus Verdonck (1541–1620) besucht hatte, wurde er einige Monate als Page an den Hof von Marguerite de Ligne (1552–1611) gegeben, der Witwe von Philip de Lalaing (1537–1582), dem Gouverneur des Hennegaus.

### Lehrzeit
Ab 1592 widmete sich Rubens der Kunst und trat nacheinander in die Werkstätten der Maler Tobias Verhaecht, Adam van Noort und Otto van Veen ein. 1598 beendete er seine Ausbildung und wurde als Meister in die Malergilde von Antwerpen aufgenommen.

### Aufenthalt in Italien und Spanien
Im Mai 1600 reiste Rubens nach Italien, um die Werke von Tizian, Veronese und anderen Meistern zu studieren. Hier wurde der Herzog Vincenzo I. Gonzaga auf ihn aufmerksam und berief ihn als Hofmaler an seinen Hof in Mantua. Für die Kapelle der Eleonora de’ Medici schuf Rubens dort sein erstes Hauptwerk, die (erste) Kreuzabnahme.
Die Kunstschätze des Herzogs, die Fresken Giulio Romanos sowie die Arbeiten Mantegnas in Mantua boten reiche Anregung für sein weiteres Schaffen. Nach einem längeren Aufenthalt in Rom wurde Rubens 1603 vom Herzog mit der Überbringung kostbarer Geschenke an den spanischen Hof in Madrid betraut. 1604 kehrte er nach Mantua zurück und malte für die dortige Jesuitenkirche ein Triptychon der Heiligen Dreifaltigkeit. 1605 ging er erneut nach Rom, wo er ein dreiteiliges Altarbild auf Schiefertafeln für Santa Maria in Vallicella (Madonna mit sechs Heiligen) zu malen begann, das er 1608 vollendete. 1607 begleitete er den Herzog nach Genua, wo er unter anderem Brigida Spínola Doria und Maria Serra Pallavicino porträtierte, sowie nach Mailand.

### Rückkehr nach Antwerpen
Die Nachricht von der Krankheit seiner Mutter rief ihn im Herbst 1608 nach Antwerpen zurück. Die Trauer über ihren Tod sowie das Versprechen der Statthalter der spanischen Niederlande, Erzherzog Albrecht und Isabella, ihn zum Hofmaler zu ernennen, hielten ihn dort fest. Rubens’ wichtigster Mäzen wurde der mehrfach amtierende Bürgermeister von Antwerpen, Nicolaas Rockox (Rubens’ Bruder Philipp war dessen Sekretär). In Rockox’ Haus lernte Rubens Isabella Brant (* 1591; † 1626) kennen, mit der er sich am 3. Oktober 1609 vermählte. Die Aufträge des Bürgermeisters („Die Anbetung der Heiligen Drei Könige“, 1609, für das Antwerpener Rathaus, unmittelbar folgend „Samson und Delila“ für sein privates Wohnhaus) verhalfen Rubens dazu, sein Können in kürzester Zeit bekanntzumachen und weitere lukrative Aufträge der Oberschicht zu erhalten. Am 9. Januar 1610 erfolgte schließlich Rubens’ Vereidigung zum Hofmaler der Erzherzöge, schon am 23. September 1609 war er dazu ernannt worden. 1611 gründete Rubens ein eigenes prächtiges Heim, in dem er seine reiche Kunstsammlung unterbrachte. In demselben Jahr wurde auch seine erste Tochter Clara geboren, die Motiv seines Werkes wurde.
Sein Atelier füllte sich bald mit Schülern. Die ersten Bilder dieser Periode sind die Anbetung der Könige (1610, Museum zu Madrid), der Altar des heiligen Ildefonso (Wien), ein fein ausgeführtes Werk mit zarten Farben (damals begonnen, aber erst nach 1630 vollendet), und das bekannte Bild in der Alten Pinakothek zu München, welches ihn und seine Frau in einer Laube sitzend darstellt.
Die dramatisch bewegten Gemälde Kreuzaufrichtung von 1610 und Kreuzabnahme von 1611 (beide in der Liebfrauenkathedrale in Antwerpen) lassen an Michelangelo und Caravaggio denken. Rubens wurde schnell reich, hochgeehrt, und die Zahl seiner Schüler wuchs beständig.

### Paris
1622 rief ihn Maria de’ Medici nach Paris, um ihren dort erbauten Palais du Luxembourg mit Darstellungen der denkwürdigsten Begebenheiten ihres eigenen Lebens zu schmücken (sog. Medici-Zyklus, ca. 1622–1625). Rubens entwarf die Skizzen (Alte Pinakothek München) und ließ danach von seinen Schülern die Gemälde ausführen, die er in der Schlussfassung überarbeitete, als er 1625 die Gemälde selbst nach Paris brachte (jetzt im Louvre). Zwischen 1622 und 1623 malte Rubens die Kartons zu Tapisserien der Serie Histoire de Constantin für Ludwig XIII., die in der Manufacture des Gobelins gefertigt wurden.

### Spanien
Nachdem Rubens schon seit 1623 als Diplomat in den Diensten der Erzherzogin Isabella zum Zweck von Friedensverhandlungen tätig gewesen war, sandte ihn 1628 die Erzherzogin in gleicher Absicht nach Spanien.
Rubens gewann das Vertrauen des Königs, wurde Sekretär des Geheimen Rats und führte während seines Aufenthalts in Madrid mehrere Werke aus. Von Madrid wurde er 1629 nach London gesandt, um mit dem König über einen Frieden zwischen Spanien und England zu verhandeln.
Diesen Vorbesprechungen ist zu verdanken, dass 1630 der Friedensvertrag unterzeichnet wurde. König Karl I. von England schlug ihn deshalb zum Ritter. Auch in London war er als Maler tätig. In der Folge wurde er noch zu mehreren Staatsgeschäften gebraucht, die ihm jedoch geringere Ehren einbrachten.

### Zweite Heirat
Nach dem Tod seiner ersten Frau vermählte er sich 1630 mit der 17-jährigen Helene Fourment, die ihm häufig als Modell diente. In den späteren Jahren seines Wirkens entwarf er, da sich die Aufträge zu sehr häuften, fast nur noch die Skizzen selbst; die Ausführung überließ er größtenteils seinen Schülern. Bei Übernahme von Arbeiten wurde häufig ausgemacht, welche Schüler ihm helfen durften. Rubens lebte jetzt abwechselnd in der Stadt und auf seinem Landsitz Kasteel Steen in Elewijt bei Mechelen. Seit 1635 malte er meist Staffeleibilder von feinerer Ausführung.

### Tod und Nachlass
Peter Paul Rubens starb am 30. Mai 1640 im 63. Lebensjahr in Antwerpen nach längerem Leiden an der Gicht. Über seiner Grabstätte in der St.-Jakobskirche zu Antwerpen steht eines seiner Werke, welches die Madonna mit dem Kind und mehreren Heiligen darstellt. Seine Witwe Helene beauftragte den aus Münster stammenden Maler Johann Bockhorst, der einer seiner engen Mitarbeiter gewesen war, unvollendete Arbeiten ihres Mannes fertigzustellen.
Der Erlös aus dem Verkauf seines Nachlasses belief sich auf 1.010.000 Gulden. 1840 wurde in Antwerpen auf dem Groenplaats zunächst eine von Willem Geefs modellierte Gipsstatue errichtet, deren Bronzestatue schließlich 1843 enthüllt wurde. 1877 wurde der 300. Geburtstag von Rubens sowohl in Antwerpen als auch in Siegen feierlich begangen.

## Bildsprache

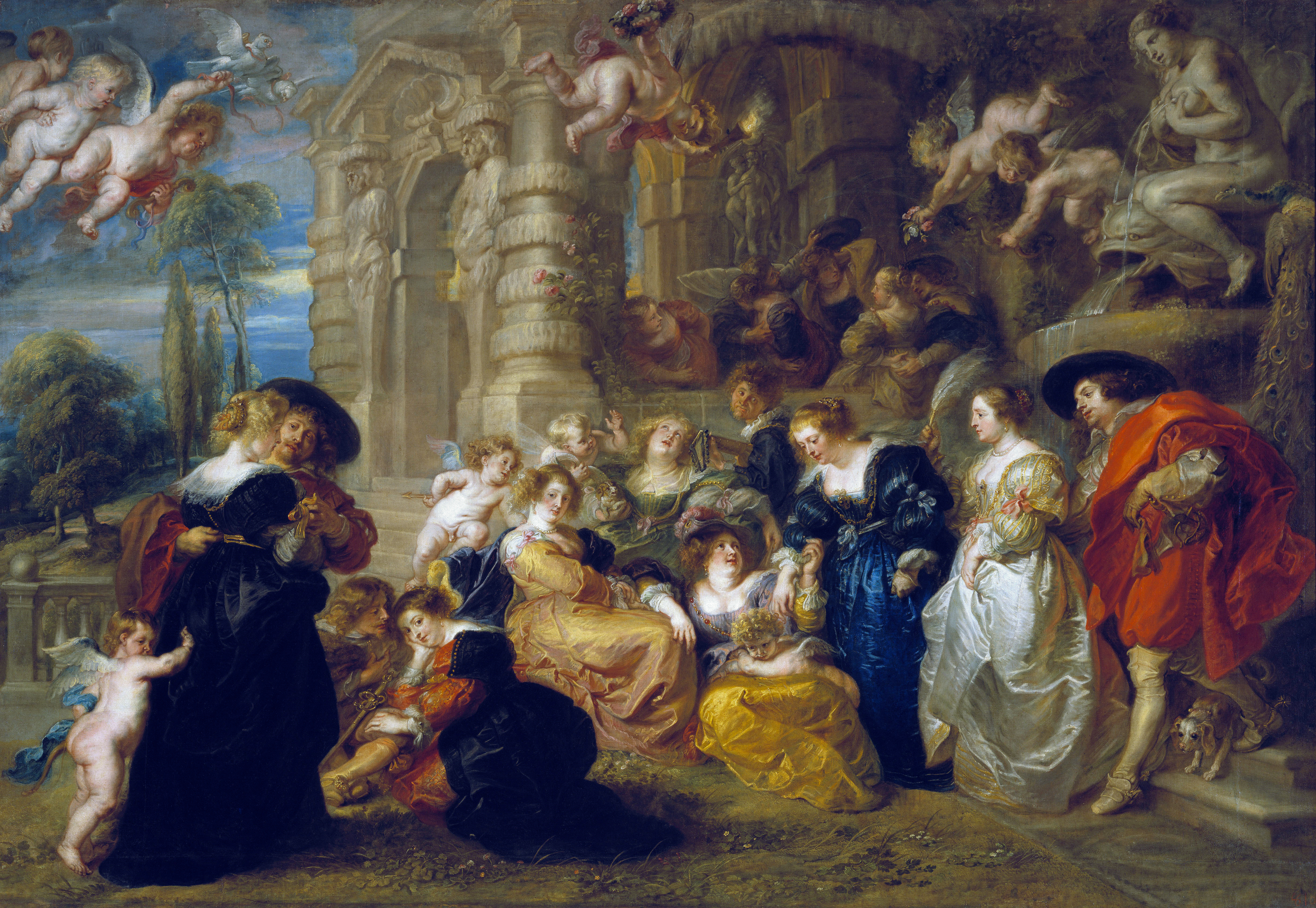
Der Liebesgarten, um 1632

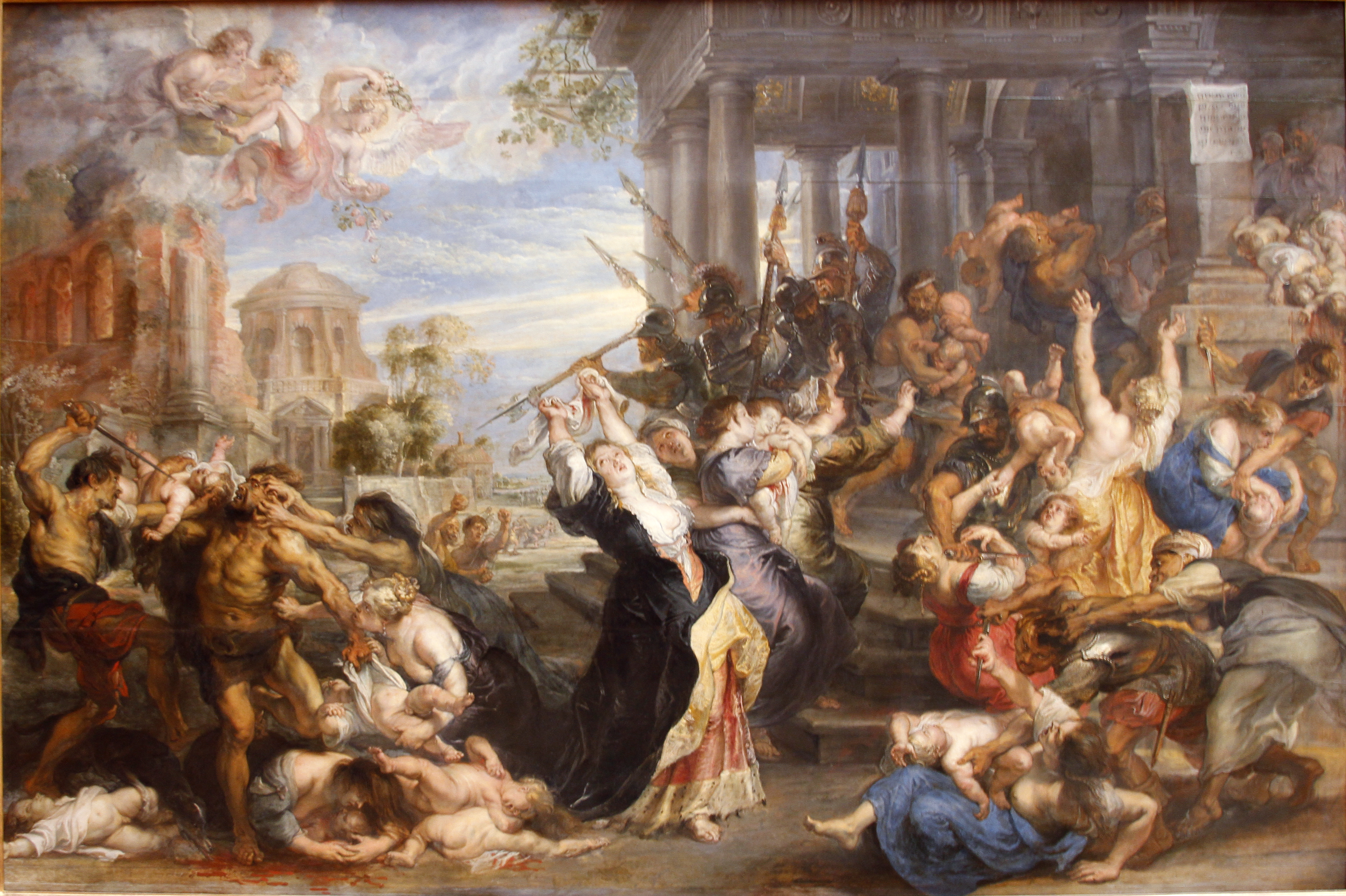
Kindermord in Bethlehem, um 1637

Allegorie von Fortuna und Virtus

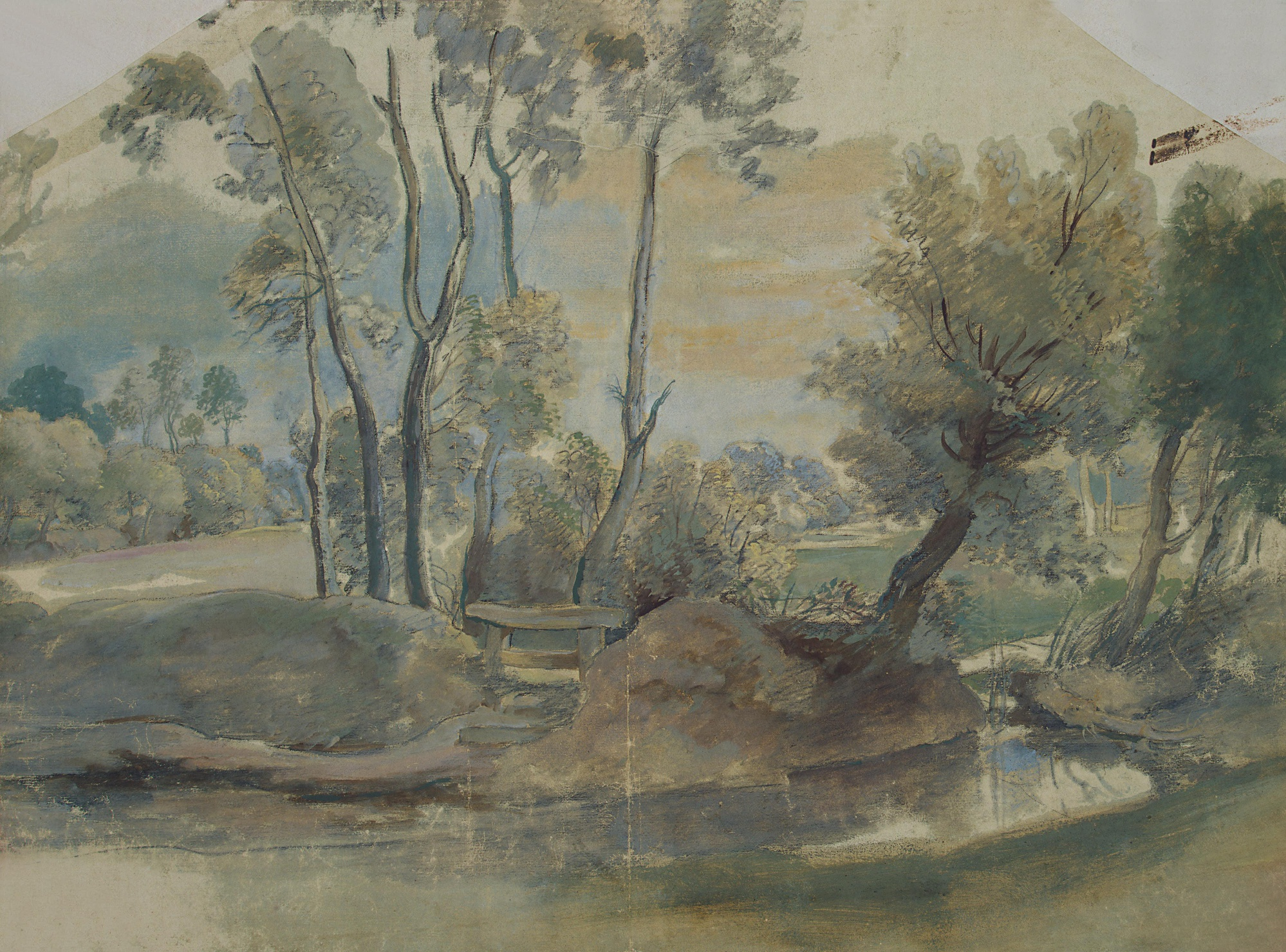
Landschaft (Gouache), 1635/1640

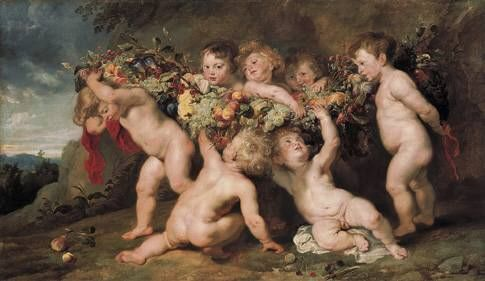
Die Früchtegirlande, 1616/1617

Rubens’ Werke sind geprägt durch Licht und Farbigkeit. Seine Freude an der sinnlichen Erscheinung bildet einen scharfen Gegensatz zu der weltentrückten Frömmigkeit der Andachtsbilder der älteren Schule. Seine religiösen Kompositionen kamen den katholischen Reformbestrebungen, die in erster Linie durch die Jesuiten vertreten wurden, sehr entgegen, weshalb ihn auch die Jesuiten 1620 mit der Ausschmückung ihrer Kirche in Antwerpen betrauten und er bis an sein Lebensende der bevorzugte Kirchenmaler der katholischen Welt blieb.
Er widmete sich auch mythologischen Gegenständen. Er malte Akte mit leuchtender Fleischfarbe. Er bildete nicht nur ausgekleidete Modelle nach, sondern schuf auch Gestalten, welche, wie die der Griechen und Römer, an Nacktheit gewöhnt waren.
Seine Bilder zeichnen sich durch eine allegorische Bildsprache mit mythologischer Symbolik aus. Dabei werden die Zeichnungen vielfach zu eigenen Werken, die die späteren Gemälde in der Formulierungskraft übertreffen. So zeichnet Rubens für die große Antwerpener Kreuzaufrichtung die Halbfigur des gekreuzigten Jesus als triumphierenden Jüngling – als eine seiner vielen „Vorratserfindungen“, die er in keinem seiner Werke unterbrachte. Vergleichbarer Pathos spricht aus Prometheus, der dem Betrachter aus dem Bild entgegenrutscht, oder der tote Christus, der wie ein Stein vom Kreuze fällt. Rätsel sprechen aus hockenden, sinnenden Frauengestalten wie Hagar oder Susanna – und viele dieser Zeichnungen verwahrte er nur für sich selbst. Manche private Zeichnung in der Familie wirkt wie ein Schnappschuss.
Rubens’ Streben ging auf Lebendigkeit der Darstellung und auf koloristische Wirkung. Die erloschene religiöse Begeisterung suchte Rubens, ohne sich jedoch in den Dienst einer kirchlichen Richtung zu stellen, dadurch wieder anzufachen, dass er ruhende Gegenstände in lebhaft bewegter Weise malte.
Rubens hat etwa 1500 Bilder hinterlassen, von denen freilich ein großer Teil von Schülerhänden ausgeführt und von ihm nur ergänzt worden ist. Neben den bereits genannten religiösen Bildern ist das jetzt im Kunsthistorischen Museum in Wien befindliche Bild des heiligen Ignatius von Loyola, der den Teufel austreibt, besonders typisch für Rubens.
Er hat zahlreiche dramatische Bilder geschaffen: der Sturz der rebellischen Engel, der Sturz der Verdammten, das große und kleine Jüngste Gericht, das apokalyptische Weib, die Niederlage Sanheribs und der bethlehemitische Kindermord (sämtlich in der Alten Pinakothek). Von anderen biblischen Darstellungen sind zu nennen: das Urteil Salomos, Samson und Delila, Christus und die bußfertigen Sünder, Lot mit Frau und Töchtern von zwei Engeln aus Sodom geleitet (bei Mr. Butler zu London), zahlreiche Darstellungen der Anbetung der Könige und der Himmelfahrt Mariä (letztere zu Antwerpen, Brüssel, Düsseldorf, Wien), die Kreuzigung Petri (Peterskirche zu Köln), die Kreuzigung Christi (Coup de lance (Stoß mit der Lanze), Antwerpen), die Kreuztragung Christi (Brüssel) und die Hl. Cäcilia (Berlin).
Er entnahm dem klassischen Altertum eine große Zahl von Bildern, zum Teil aus der Göttergeschichte, besonders aus dem bacchischen Kreis (zahlreiche Bacchanalien), zum Teil aus der Heroengeschichte (Decius Mus in Wien). Hervorzuheben sind: der Raub der Töchter des Leukippos, die Amazonenschlacht und der sterbende Seneca (München), das Venusfest und Boreas und Oreithyia (Wien), Jupiter und Kallisto (Kassel), Neptun und Amphitrite (Wien), die gefesselte Andromeda und Bacchanal (Berlin), das Urteil des Paris (Madrid) und Neptun auf dem Meer (Dresden, ein Teil der unter Rubens’ Leitung ausgeführten Dekorationen zum Einzug des Kardinal-Infanten Ferdinand zu Antwerpen, 1635).
Rubens stellte gerne das Naturleben und Kinder dar. Bemerkenswert ist Die Früchtegirlande, eine Darstellung von sieben Kindern (Alte Pinakothek, München), welche ein mächtiges Feston aus Früchten tragen. Dieses Bild schuf er gemeinsam mit dem Stillleben- und Tiermaler Frans Snyders und dem Landschaftsmaler Jan Wildens.
In seinen Tierbildern, die zum Teil in Gemeinschaft mit Frans Snyders entstanden sind, entfaltet Rubens ebenfalls Lebendigkeit und dramatische Kraft. Es sind zumeist Jagden, unter denen die Löwenjagd (München), die Wolfsjagd (bei Lord Ashburton), die Wildschweinjagd (Dresden) und die Hirschjagd der Diana (Berlin) in erster Reihe stehen.
Von Rubens gibt es sowohl Landschaften, die vorwiegend aus der Fantasie hervorgegangen sind und die Elemente in Aufruhr zeigen (Odysseus an der Küste der Phäaken in Florenz, Überschwemmung mit Philemon und Baucis in Wien), als auch solche, die Rubens’ Heimatland darstellen (Landschaft mit dem Regenbogen in München, Abendlandschaft in Petersburg).
Zu seinen wenigen Genrebildern zählen Bauernkirmes und Turnier im Louvre sowie Bauerntanz in Madrid. Von den Konversations- und Schäferstücken existiert Der Liebesgarten in vielen Exemplaren, von denen aber das Bild in Madrid, nicht das in Dresden, als das Original zu betrachten ist. Ein anderes Konversationsstück befindet sich unter dem Namen Der Schlosspark im Belvedere zu Wien.
Unter seinen zahlreichen Bildnissen gehört das Bild im Palazzo Pitti zu Florenz, bekannt unter dem Namen der vier Philosophen, welches Justus Lipsius, Ioannes Wowerius, Philip Rubens und den Künstler selbst vorstellt, seiner frühesten Zeit an. Im Schloss Windsor befinden sich Bildnisse von Rubens und seiner Frau, in der Nationalgalerie zu London sein Familienporträt, in München das Bild seiner Frau mit Kind und das Doppelbildnis seiner Söhne in der Galerie Liechtenstein zu Wien.
Das Bildnis des Doktors van Tulden hängt in der Pinakothek zu München. Das unter dem Namen Strohhut bekannte Bildnis eines Mädchens in der Nationalgalerie zu London zeichnet sich durch sein Helldunkel aus, und das Bildnis der nur mit einem Pelz bekleideten Hélène Fourment in Wien ist gekonnt modelliert.

## Wirkung und Einfluss auf sein Umfeld

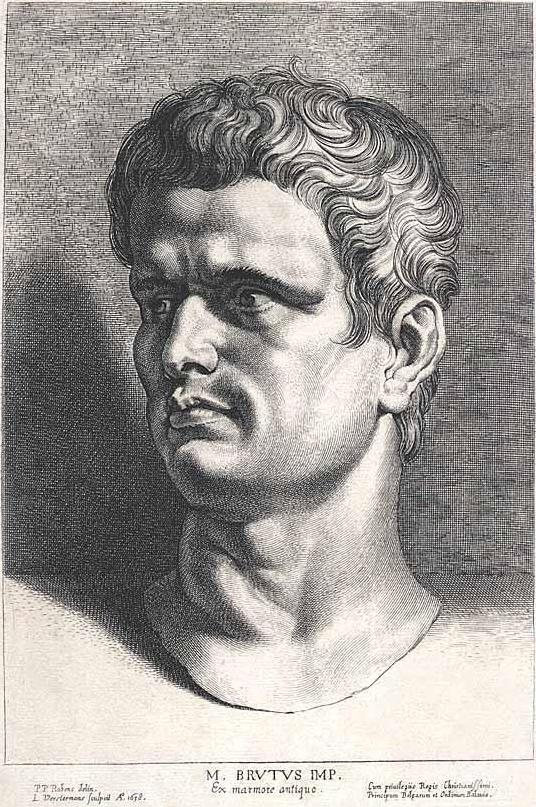
Stich nach Rubens: Marcus Iunius Brutus

Wenige Künstler haben auf ihre Zeit einen so nachhaltigen Einfluss ausgeübt wie Rubens. Es gibt keinen Zweig der flämischen Malerei, auf den er nicht bestimmend eingewirkt hätte. Schon zu seinen Lebzeiten wurde er als Künstler-Unternehmer bewundert, und seine Werkstatt war in ganz Europa berühmt. Außerordentlich groß war daher auch die Zahl seiner Schüler.
Die bedeutendsten sind: Anthonis van Dyck, Deodaat del Monte, Pieter Claesz. Soutman, Theodoor van Tulden, Abraham van Diepenbeeck, Cornelis Schut, Erasmus Quellinus II., Justus van Egmont, Jan van den Hoecke etc.
Rubens erkannte früh die Möglichkeiten, die der Kupferstich für die Reproduktion und die Verbreitung seiner Werke eröffnete. In seinem Betrieb sorgte er daher für die Heranbildung ausgezeichneter Kupferstecher, wie Lucas Vorsterman, Schelte a Bolswert, Paulus Pontius und anderen. Auf Rubens’ Kosten wurden die Kupferstiche für den Handel produziert. Auch die alte Methode des Holzschnitts diente zur Verbreitung Rubensscher Werke. Rubens arbeitete ebenfalls in Zusammenarbeit mit Druckern oder Verlegern unter Einsatz seiner Werkstatt als Buchkünstler an der Ausstattung (Buchillustrationen, Titelbilder) von Büchern.

## (Mal-)Technik

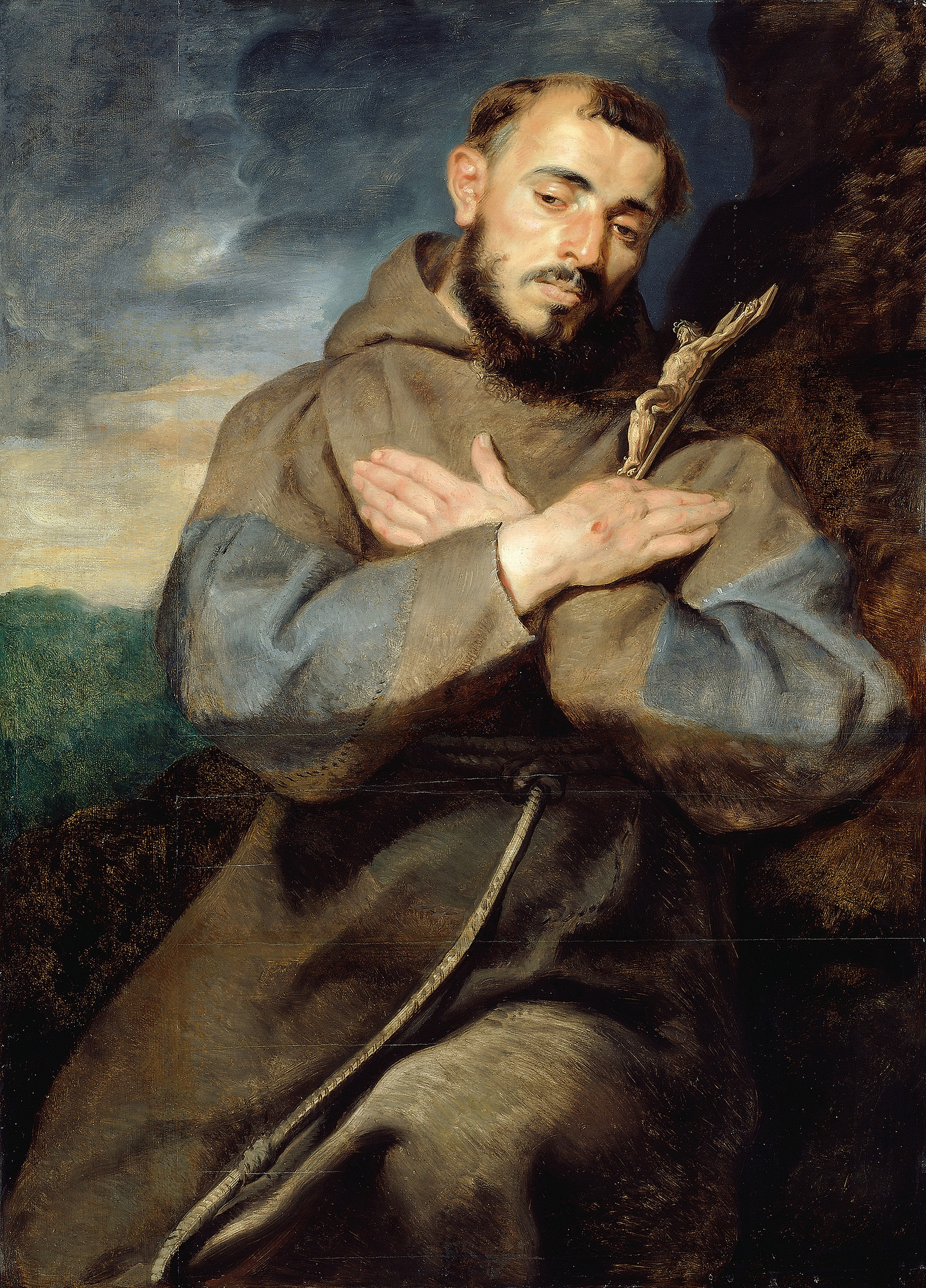
Kopf des hl. Franziskus, um 1615

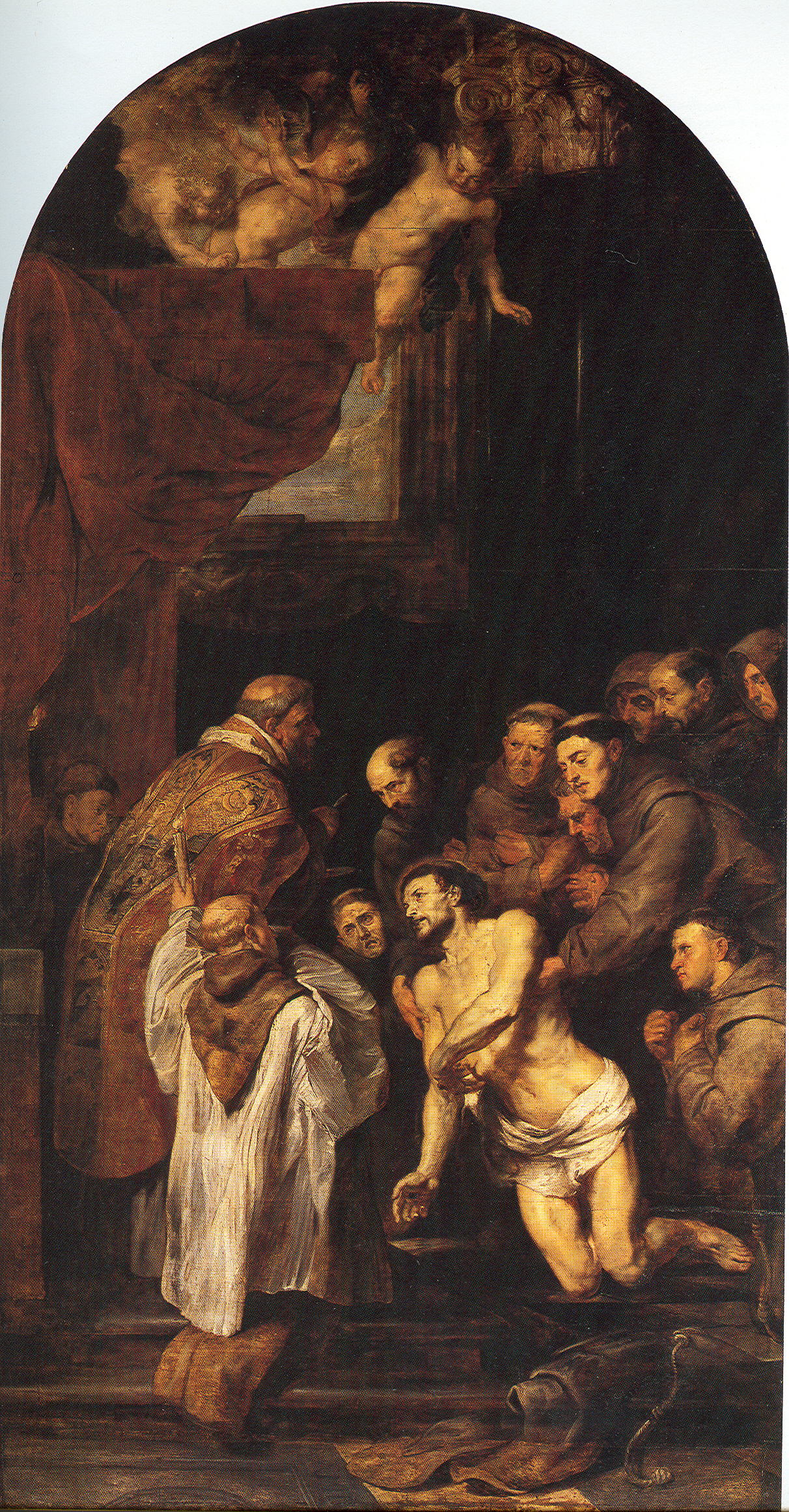
Die letzte Kommunion des hl. Franziskus von Assisi, um 1619

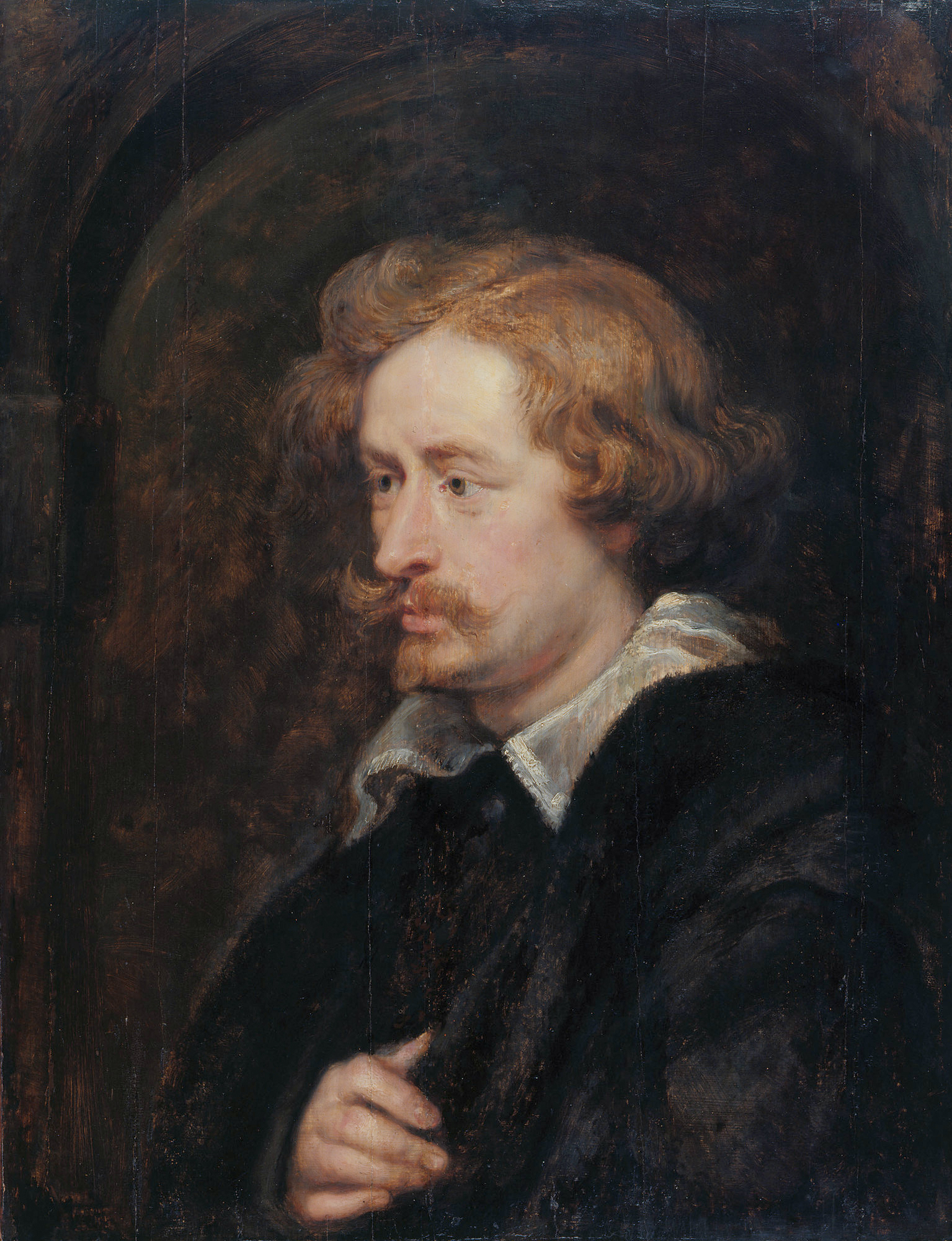
Anthonis van Dyck, um 1627/1628

Den Handzeichnungen und den Ölskizzen widmete sich im Herbst 2004 eine Ausstellung in der Wiener Albertina, die dadurch Rubens’ mehrstufigen Arbeitsprozess erhellt. Er war legendär in der malerischen Schnellschrift seiner Ölskizzen, durch die er zuerst seine eigene Vorstellung über geplante Werke entwickelte und dann mit Auftraggeber und Werkstatt kommunizierte.
Die Vorarbeit umfasste mindestens: gezeichnete Entwürfe, monochrome Skizzen, farbige Ölskizzen (für die figurenreiche Komposition) und Zeichnungen, welche die einzelnen Motive vergrößerten. Letztere waren die Vorgabe für die Ausführung im Gemälde oder Stich.
Die eigentliche Umsetzung erfolgte dann zum großen Teil von Werkstattsmitgliedern, während Rubens sich fast ausschließlich auf die Kontrolle beschränkte. Lediglich Korrekturen wurden vom Meister noch selbst ausgeführt. Dieses wurde möglich durch die virtuose Vorarbeit der oben beschriebenen Öl-Skizzen, die dann den anderen Künstlern der Werkstatt als Blaupause diente. Diese Arbeitsweise war für damalige Zeit nichts Ungewöhnliches. Nicht anders war auch die immense Produktivität der Werkstatt zu schaffen. Rubens machte daraus auch keinen Hehl. In einer von ihm beschriebenen Auflistung seiner zum Verkauf stehenden Werke heißt es dann auch „vom Meister selbst retuschiert“. Es gab auch Bilder aus seiner Werkstatt, die nur nach seinen Skizzen gefertigt wurden, ohne dass Rubens daran selbst gemalt hatte. Rubens war nur insofern ungewöhnlich, als er das System wie kein Anderer perfektioniert hat. Er hat sogar Kollegen Auftragsarbeiten an seinen Bildern erteilt, die sich z. B. auf Landschaften oder Blumen spezialisiert hatten. So glich seine Werkstatt schon fast einer Manufaktur.
Andererseits gibt es Detail-Ölskizzen, von denen bei der Umsetzung in das endgültige Meisterwerk in – jedoch entscheidenden – Einzelheiten im positiven Sinne abgewichen wurde. Die Verbesserung, etwa im Gesichtsausdruck des Dargestellten, mag bei der entwurfsgetreuen Ausführung durch die Hand des Meisters erfolgt sein oder durch seine eigene spätere Retusche der durch seine Werkstatt (oder beauftragte Zuarbeiter) anhand des modello erfolgten Weiterbearbeitung. Ein schönes Beispiel für das Verhältnis zwischen Entwurf und letzter Fassung ist zu beobachten bei der Entstehung der Letzten Kommunion des Hl Franz von Assisi, was den Brennpunkt der Komposition, den Kopf des Heiligen angeht.

„Der Kopf … ist in Haltung und auch in Einzelheiten fast identisch … doch … (beides) … unterscheidet sich … im Ausdruck. Eine genauere Betrachtung erweist, daß eigentlich nur der Ausdruck des Auges ein anderer ist. Auf der Studie erscheint der Blick zwar schwärmerisch und ekstatisch, wirkt aber nicht so weltentrückt, so gläsern, wie auf der Altartafel. Die Studie gibt mit dem abgemagerten, bleichen Antlitz, dem entzündeten Auge, dem borstigen Kinn, geöffneten Mund den Anblick eines Todkranken, – während auf dem Altarbild der in den Tod starrende Blick von dem letzten Moment des Lebens zeugt. Zwischen den zwei Köpfen ist somit eine Steigerung des Ausdrucks wahrzunehmen …“

Das Charakteristische an seiner eigentlichen Technik in seinen Bildern ist, dass Rubens immer noch im hohen Maß Holz als Bildträger benutzte, zu einem Zeitpunkt, als sich Leinwand als Bildträger weitestgehend durchgesetzt hatte. Ca. 50 % seiner Bilder sind auf Holz ausgeführt, darunter auch großformatige Werke. Für Holz als Bildträger kann nur bestes Material verwendet werden, und das Zusammenfügen der Hölzer zu einer Tafel erfordert großes handwerkliches Können und Erfahrung. Rubens wird diese Arbeit nicht selbst gemacht haben, sondern darauf spezialisierte Handwerker damit beauftragt haben. Insbesondere für seine Ölskizzen bevorzugte er Holz, weil es einer Maltechnik entgegenkam, bei der eine glatte Oberfläche von Vorteil war, um den so charakteristischen Emaille-Effekt zu erreichen.
Die Bildtafeln und Leinwände wurden mit Kreide grundiert und glatt geschliffen. Dann folgte eine farbige Isolierung aus einem Harzbindemittel – wahrscheinlich Dammar. Zum einen sollte diese Isolierung das Einsinken der oberen Malschichten verhindern, damit die Leuchtkraft der Farben erhalten blieb, zum anderen ließen sich die Halbschatten der Inkarnate (Hautfarben) damit leichter erzielen. Zudem lassen sich auf einem strahlend weißen Untergrund die Proportionen schlechter abschätzen.
Die Untermalung war höchstwahrscheinlich eine Ei-Tempera-Ölfarbe, mit der die Motive in lockerer Manier als Übertrag einer kleineren Öl-Skizze des Meisters skizzenhaft angelegt wurden.
Darauf folgte die eigentliche Malschicht, die wohl eine Harz-Öl-Farbe war. Dieser Prozess wurde nass-in-nass gemalt ohne Zwischentrocknung. Harze wie Venezianisches Harz verzögerten die Trocknung und damit die Alterungsauswirkungen. Nur so ist zu erklären, dass die Leuchtkraft der Bilder in den Jahren so wenig nachgelassen hat und die Werksspuren (der Pinselstrich) einen so zarten „Schmelz“ (weichen Verlauf) haben. Wäre das Bild in vielen Ölschichten entstanden (wie z. B. bei Tizian), wäre eine stärkere Vergilbung zu beobachten.
Zum Schluss wurden noch (nach dem vollständigen Austrocknen) einige kleine Stellen überarbeitet oder durch Übermalung verändert.

## Werke (Auswahl)
Diese Liste enthält 27 Werke Rubens’, die einen repräsentativen Querschnitt durch sein malerisches Hauptwerk darstellen.
| Bild | Titel                                                   | Wann entstanden | Größe, Material                     | Ausstellung/Sammlung/Besitzer             |
| ---- | ------------------------------------------------------- | --------------- | ----------------------------------- | ----------------------------------------- |
|      | Reiterporträt des Herzogs von Lerma                     | 1603            | 490 × 325 cm, Öl auf Leinwand       | Museo del Prado, Madrid                   |
|      | Der Sturz des Phaeton                                   | 1604–1605       | 98,4 × 131,2 cm, Öl auf Leinwand    | National Gallery of Art, Washington, D.C. |
|      | Der heilige Georg mit dem Drachen                       | 1605–1607       | 427 × 312 cm, Öl auf Leinwand       | Museo del Prado, Madrid                   |
|      | Rubens und Isabella Brant in der Geißblattlaube         | etwa 1609       | 179 × 136 cm, Öl auf Leinwand       | Alte Pinakothek, München                  |
|      | Kreuzaufrichtung                                        | 1610–1611       | 462 × 640 cm, Öl auf Leinwand       | Liebfrauenkathedrale (Antwerpen)          |
|      | Der bethlehemitische Kindermord                         | 1611–1612       | 142 × 182 cm, Öl auf Holz           | Art Gallery of Ontario, Toronto           |
|      | Jupiter und Kallisto                                    | 1613            | 125,6 × 187 cm, Öl auf Eichenholz   | Gemäldegalerie Alte Meister (Kassel)      |
|      | Kreuzabnahme                                            | 1612–1614       | 420,5 × 320 cm, Öl auf Holz         | Liebfrauenkathedrale (Antwerpen)          |
|      | Krönung des Tugendhelden                                | 1613–1614       | 160,5 × 263 cm, Öl auf Eichenholz   | Gemäldegalerie Alte Meister (Kassel)      |
|      | Heiliger Sebastian                                      | etwa 1614       | 200 × 120 cm, Öl auf Leinwand       | Staatliche Museen zu Berlin               |
|      | Die Nilpferdjagd                                        | 1615–1616       | 248 × 321 cm, Öl auf Leinwand       | Alte Pinakothek, München                  |
|      | Romulus und Remus                                       | 1615–1616       | 210 × 212 cm, Öl auf Leinwand       | Kapitolinische Museen, Rom                |
|      | Die Früchtegirlande (mit Frans Snyders und Jan Wildens) | 1616/1617       | 120 × 203,8 cm, Öl auf Leinwand     | Alte Pinakothek, München                  |
|      | Das Große Jüngste Gericht                               | 1617            | 608,5 × 463,5 cm, Öl auf Leinwand   | Alte Pinakothek, München                  |
|      | Der Raub der Töchter des Leukippos                      | 1617–1618       | 224 × 210,5 cm, Öl auf Leinwand     | Alte Pinakothek, München                  |
|      | Der Höllensturz der Verdammten                          | 1620            | 288 × 225 cm, Öl auf Eichenholz     | Alte Pinakothek, München                  |
|      | Die Löwenjagd                                           | 1621            | 249 × 377 cm, Öl auf Leinwand       | Alte Pinakothek, München                  |
|      | Perseus befreit Andromeda                               | 1622            | 100 × 138,5 cm, Öl auf Leinwand     | Gemäldegalerie (Berlin)                   |
|      | Annahme der Jungfrau                                    | 1611–1626       | 490 × 325 cm, Öl auf Holz           | Liebfrauenkathedrale (Antwerpen)          |
|      | Selbstporträt                                           | 1628–1630       | 61,5 × 45 cm, Öl auf Leinwand       | Rubenshaus, Antwerpen                     |
|      | Der Liebesgarten                                        | 1632–1633       | 198 × 283 cm, Öl auf Leinwand       | Museo del Prado, Madrid                   |
|      | Die Anbetung der Heiligen Drei Könige                   | 1633–1634       | 328 × 247 cm, Öl auf Leinwand       | Kings College (Cambridge)                 |
|      | Die drei Grazien                                        | 1630–1635       | 221 × 181 cm, Öl auf Eichenholz     | Museo del Prado, Madrid                   |
|      | Die Regenbogen Landschaft                               | 1636            | 135,6 × 235 cm, Öl auf Eichenholz   | Wallace Collection, Marylebone            |
|      | Das Urteil des Paris                                    | etwa 1636       | 144,8 × 193,7 cm, Öl auf Eichenholz | National Gallery, London                  |
|      | Helena Fourment (Das Pelzchen)                          | 1636–1638       | 176 × 83 cm, Öl auf Holz            | Kunsthistorisches Museum, Wien            |
|      | Die Folgen des Krieges                                  | etwa 1637–1639  | 206 × 345 cm, Öl auf Eichenholz     | Palazzo Pitti, Florenz                    |

### Weitere Werke
Bedeutende Werkbestände befinden sich in folgenden Museen:
Siegerlandmuseum, Siegen (neun Gemälde, umfangreiche Grafik-Sammlung);
Museo del Prado, Madrid;
Alte Pinakothek, München;
Kunsthistorisches Museum, Wien;
Eremitage in Sankt Petersburg;
Königliche Museen der Schönen Künste, Brüssel;
Museum Schloss Wilhelmshöhe, Kassel;
Gemäldegalerie Alte Meister, Kupferstichkabinett, Dresden;
Musée du Louvre, Paris.

Der Sturz des Phaeton, 1604–1608

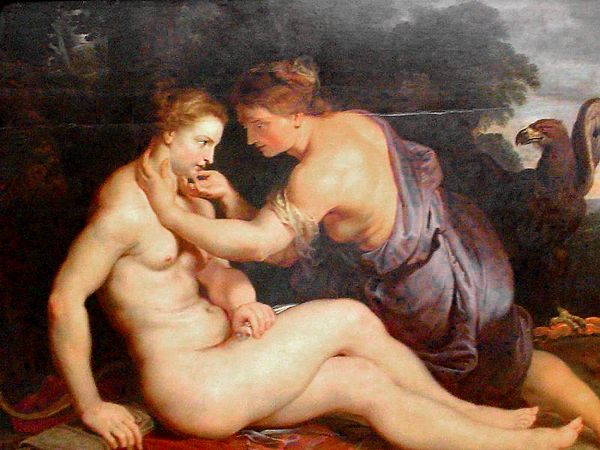
Kallisto und Jupiter, 1613

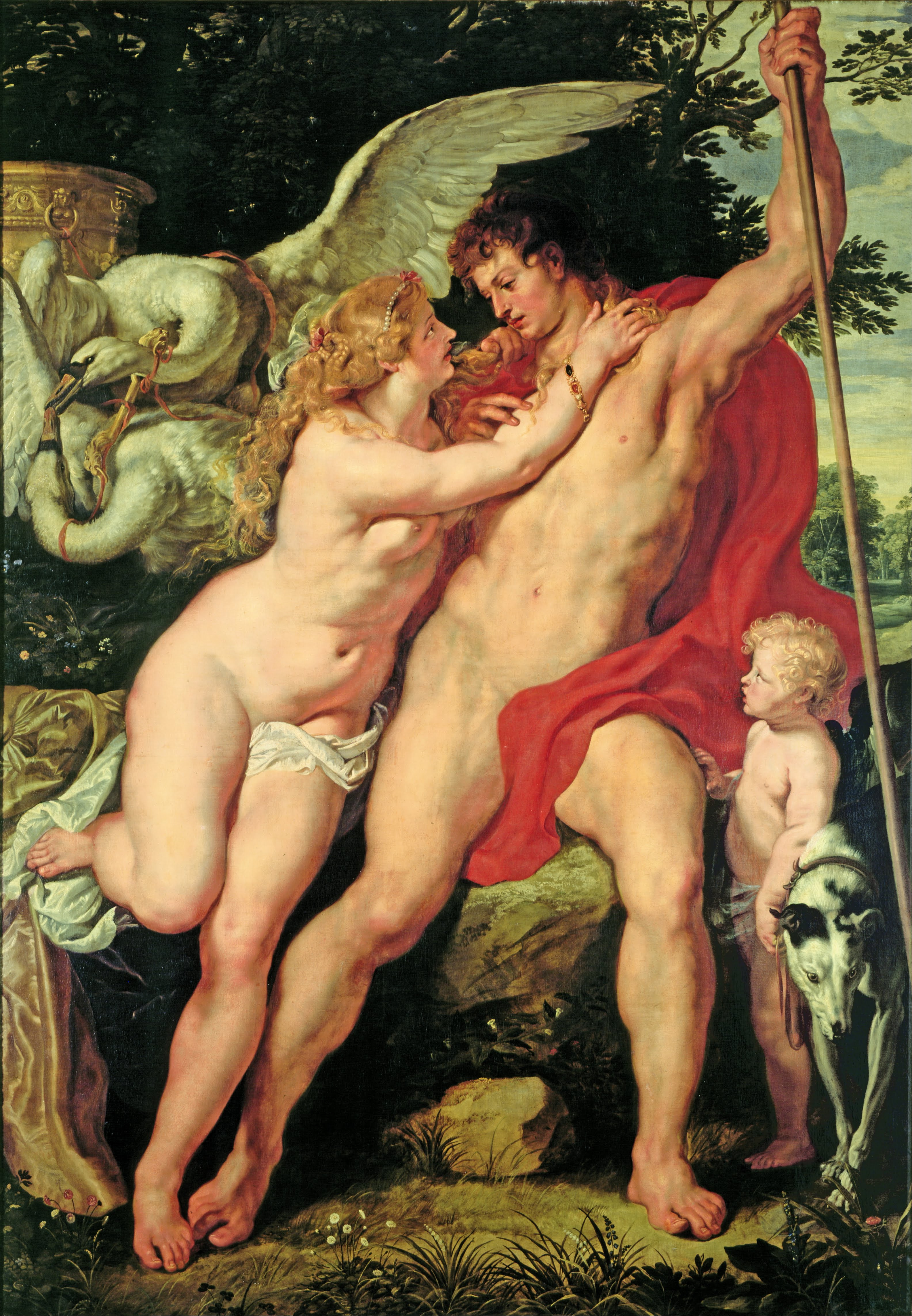
Venus und Adonis (um 1615)

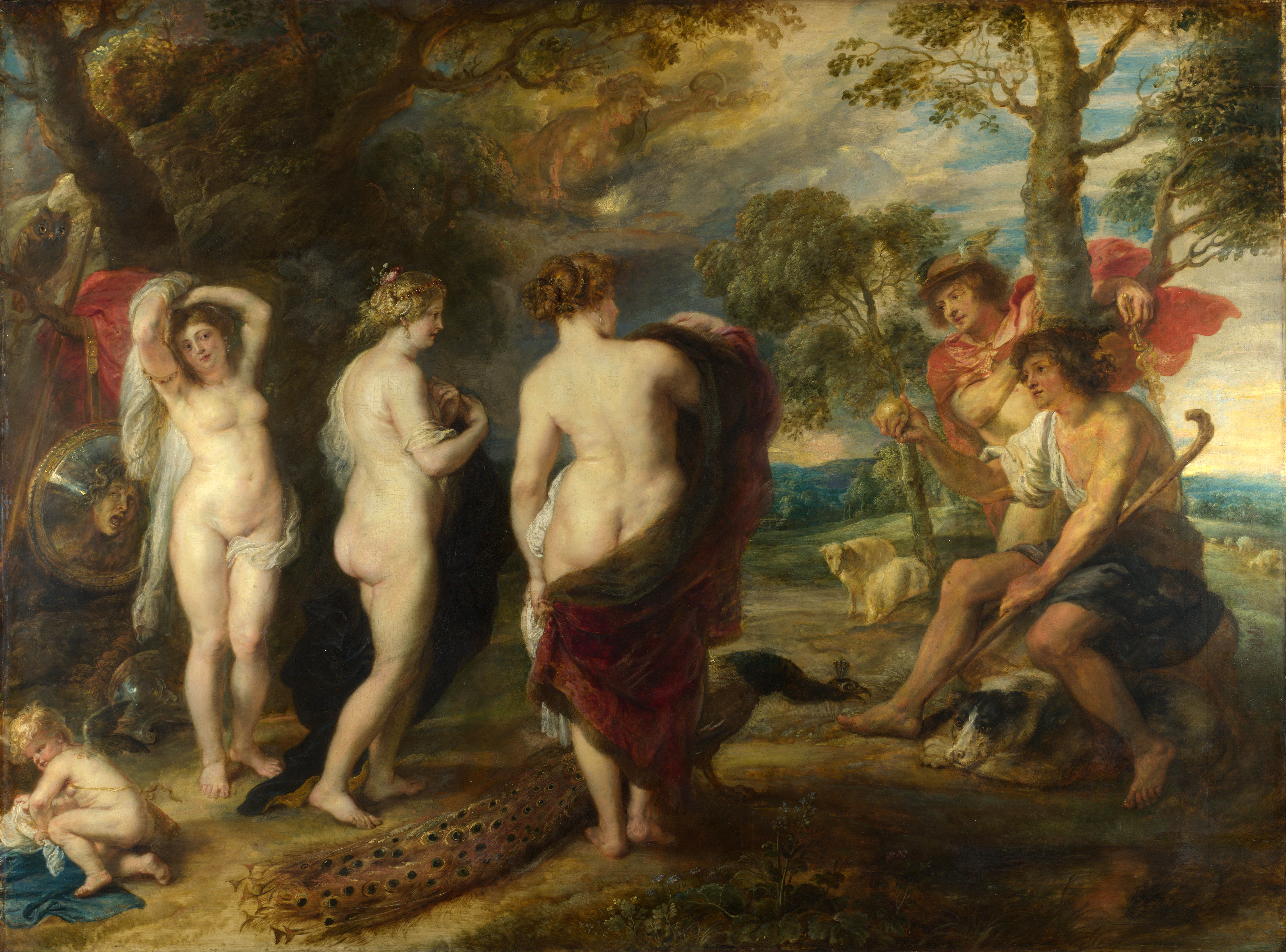
Das Urteil des Paris (Peter Paul Rubens), 1632–1636

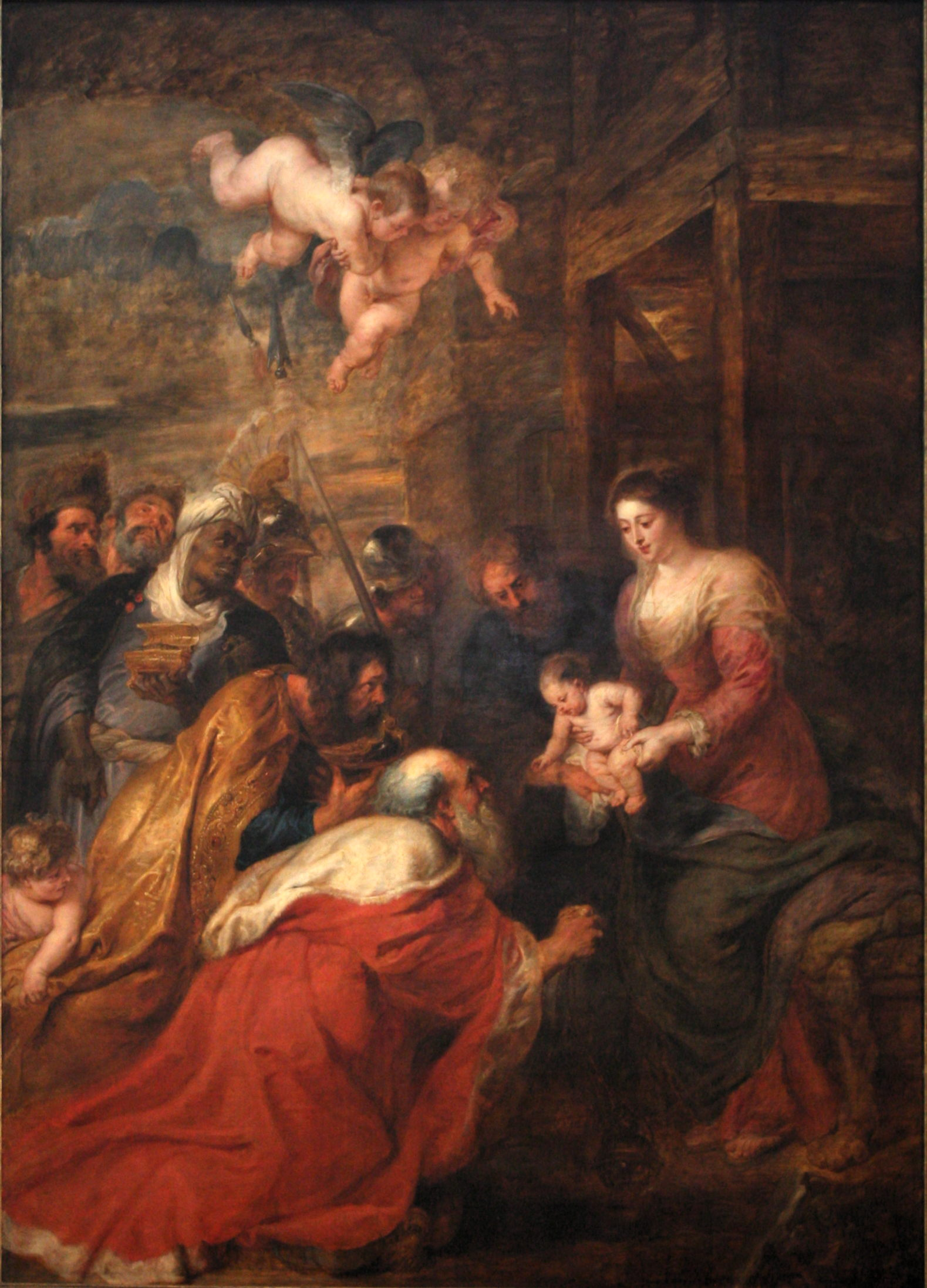
Anbetung der Heiligen Drei Könige (Peter Paul Rubens), 1633–1634

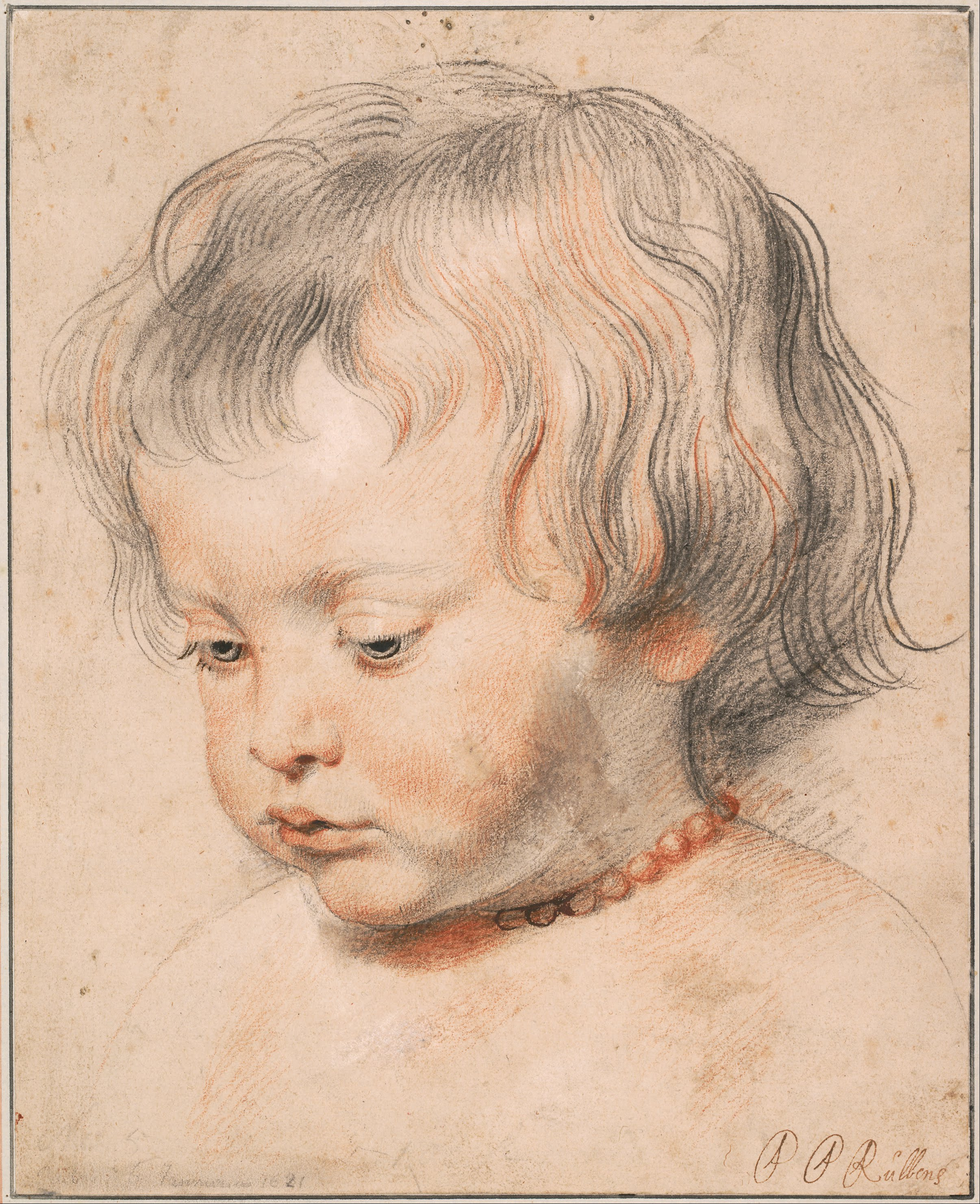
Bildnis seines Sohnes Nikolas, um 1619

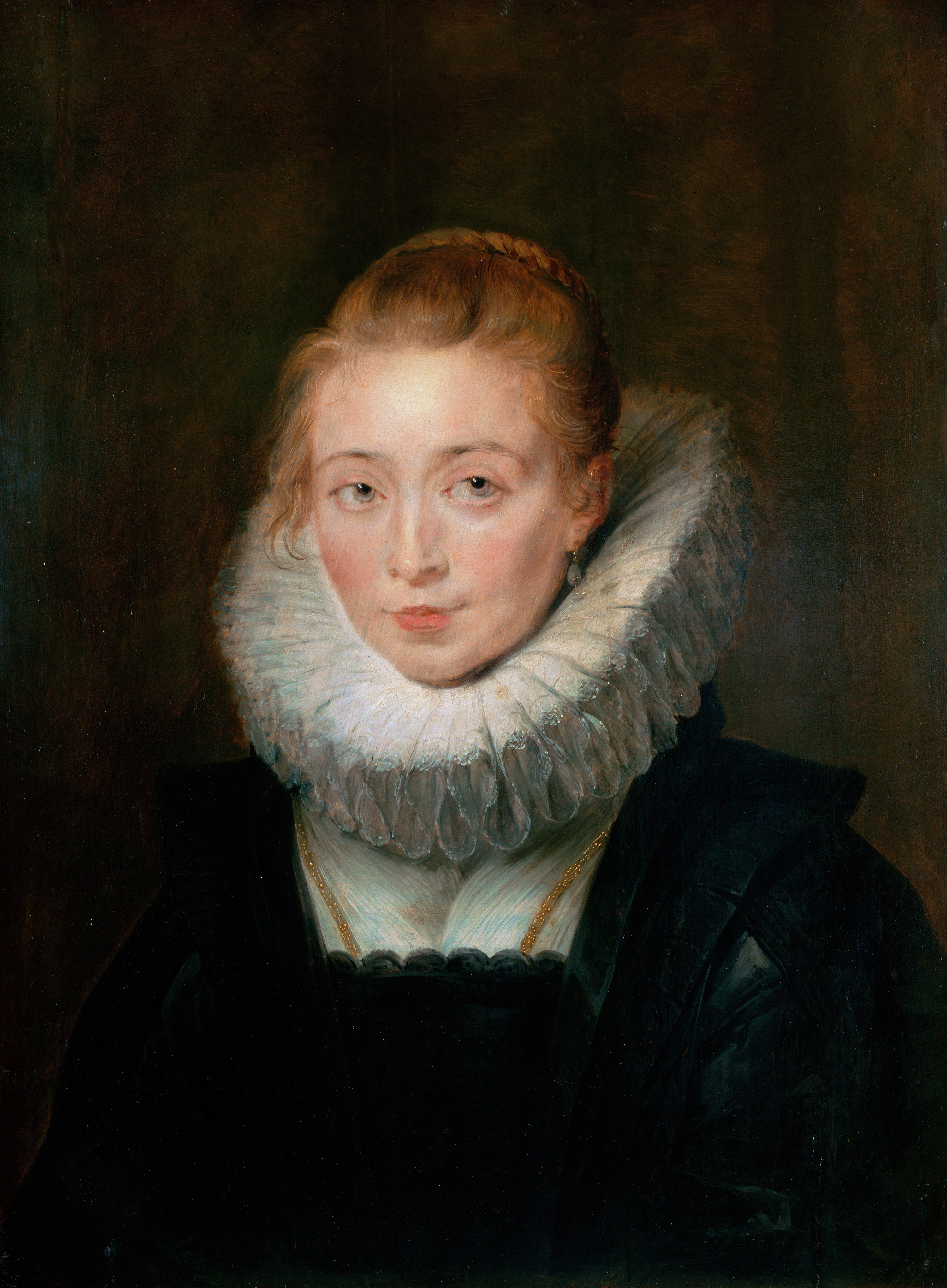
Kammerfrau der Infantin Isabella, um 1625

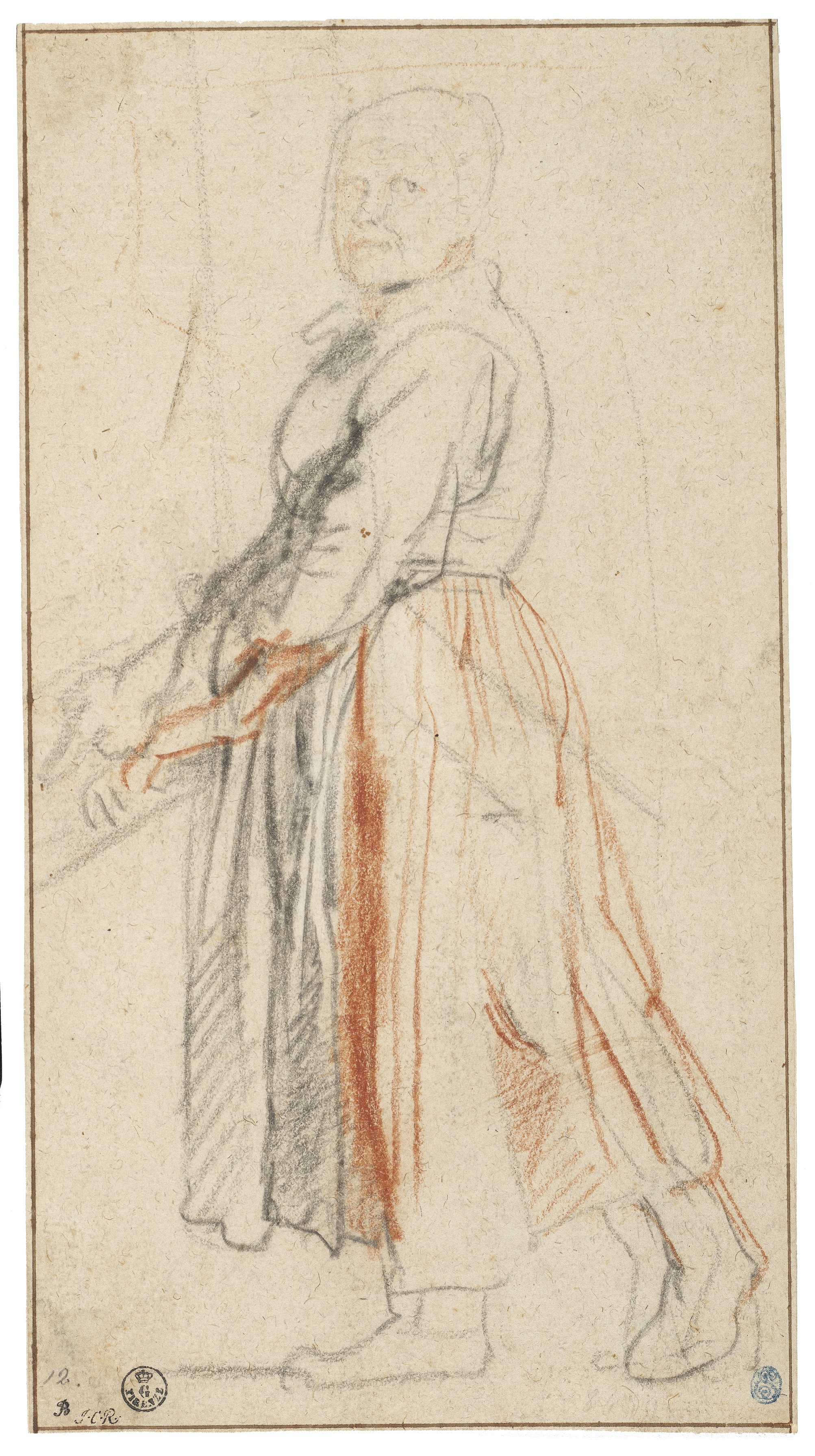
Studie einer Frau, 26,6 x 14,4 cm, Inv. 8439 (Galleria degli Uffizi, Gabinetto Disegni e Stampe), um 1630 - 1635

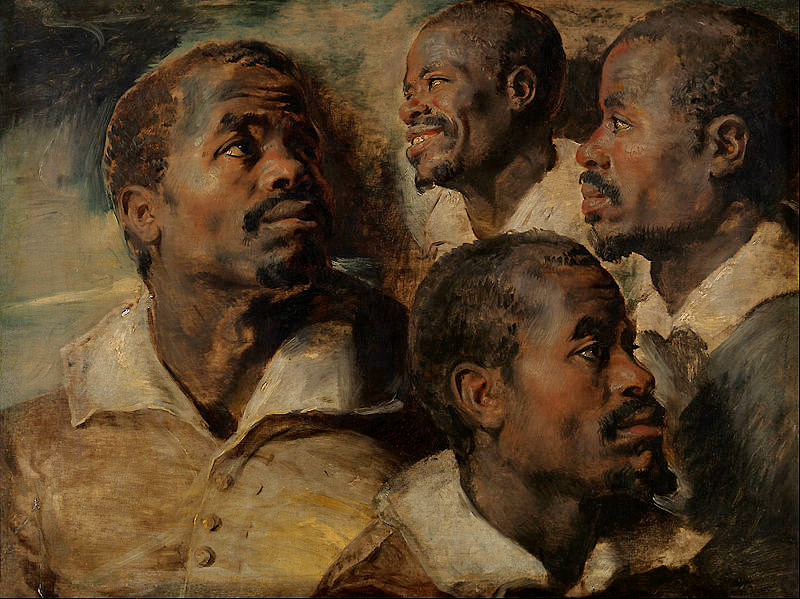
Kopfstudien eines Mohren, 1640

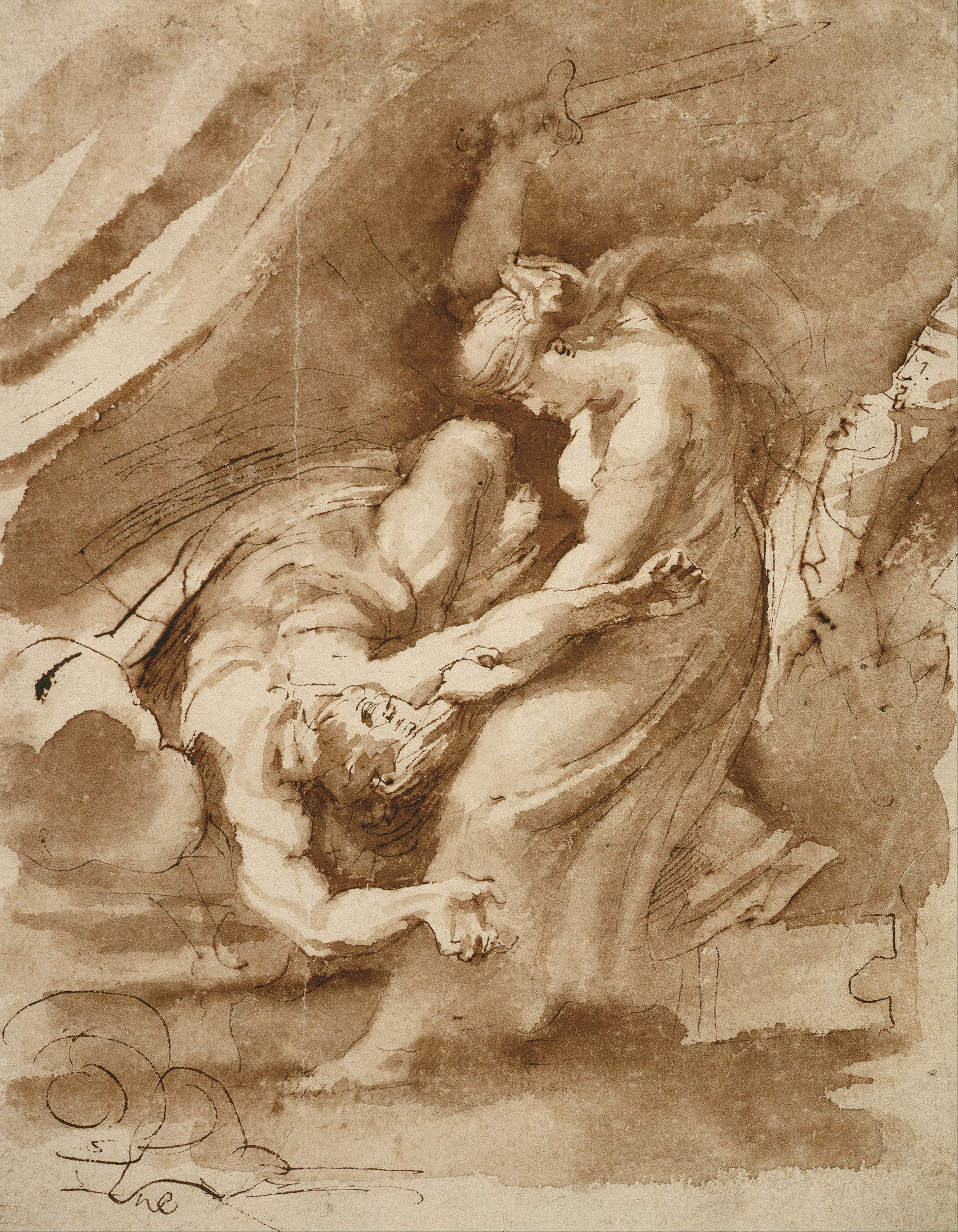
Judith enthauptet Holofernes, 1609/1610

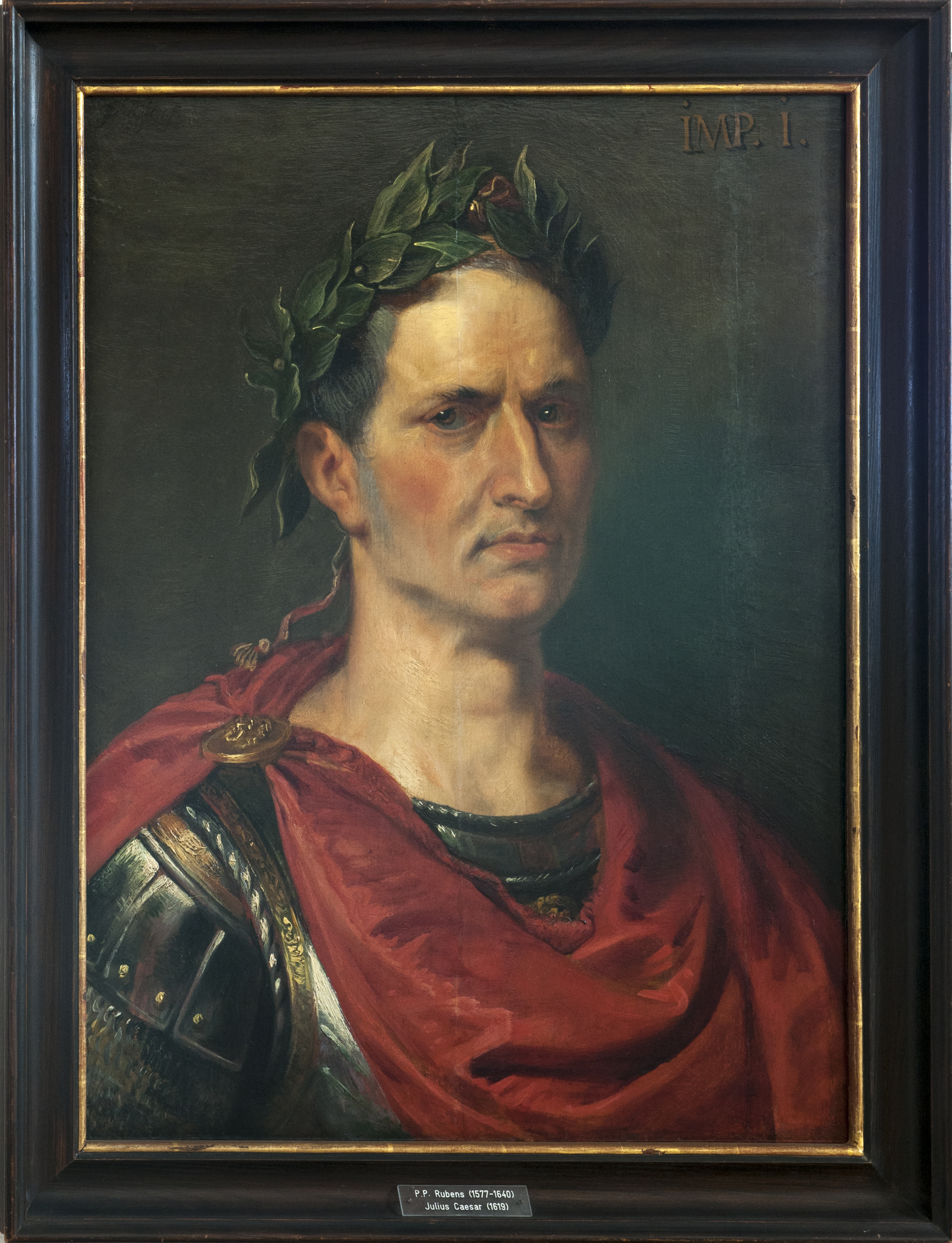
Schloß Caputh: Julius Caesar (1619)

Titel (ungefähres Entstehungsdatum) heutiger Aufbewahrungsort
- Dominikus und Franziskus bewahren die Welt vor dem Zorn Christ(1620) (Saint Dominique et Saint François préservant le monde de la colère du Christ), Musée des Beaux-Arts (Lyon)
- Anbetung der Hirten, 1621/1622, Benediktinerstift St. Paul (Kärnten), Gemäldegalerie
- Die Beweinung, um 1608/1609, Gemäldegalerie Berlin
- Samson und Dalila, 1609/1610, National Gallery (London)
- Rubens und Isabella Brant in der Geißblattlaube (Doppelbildnis in der Geißblattlaube), um 1609/1610, Alte Pinakothek, München
- Die Kreuzaufrichtung, 1610, Kathedrale Antwerpen
- Das Massaker der Unschuldigen (Kindermord von Betlehem) 1609/1611, Art Gallery of Ontario
- Juno und Argus, um 1610, Köln, Wallraf-Richartz-Museum & Fondation Corboud
- Die Kreuzabnahme, 1611–1613, The Courtauld Gallery London
- Die Kreuzabnahme, 1612–1614, Kathedrale Antwerpen
- Tarquinius und Lukretia, 1610/1611 (im Zweiten Weltkrieg verschollen, 2003 in Moskau im privaten Besitz wieder aufgetaucht, schwer beschädigt)
- Ganymed, 1611/1612, Palais Liechtenstein, Wien
- Prometheus’ Fesselung, 1612, Philadelphia Museum of Art: The W. P. Wilstach Collection: »Prometheus Bound«
- Jupiter und Kallisto, 1613, Schloss Wilhelmshöhe, Kassel
- Die Krönung des Tugendhelden, 1613/1614, Schloss Wilhelmshöhe, Kassel
- Die Familie von Jan Brueghel dem Älteren, 1613–1615, The Courtauld Gallery London
- Daniel in der Löwengrube, um 1615, National Gallery of Art, Washington
- Das Große Jüngste Gericht, 1617, Öl auf Leinwand, 608,5 cm × 463,5 cm, Alte Pinakothek, München
- Judith mit dem Haupt des Holofernes, um 1616, Braunschweig, Herzog Anton Ulrich-Museum
- Der Raub der Töchter des Leukippos, um 1618, Öl auf Leinwand, 224 cm × 210,5 cm, Alte Pinakothek, München
- Bündnis der Erde mit dem Wasser, um 1618, Eremitage, Sankt Petersburg. 222,5 cm × 180,5 cm
- Die Amazonenschlacht, um 1618, Öl auf Holz, 120,3 cm ×& 165,3 cm, Alte Pinakothek, München
- Die letzte Kommunion des hl. Franziskus v. Assisi, ca. 1619. Antwerpen: Koninklijk Museum voor Schone Kunsten
- Das kleine Jüngste Gericht, um 1618–1620, Alte Pinakothek, München
- Julius Caesar, 1619, Schloß Caputh, Potsdam
- Der Höllensturz der Verdammten, um 1620, Alte Pinakothek, München
- Perseus and Andromeda, um 1620–1621, St. Petersburg, (Russland), Eremitage
- Judith mit dem Haupt des Holofernes, 1620–1622, Uffizien, Florenz
- Perseus befreit Andromeda, 1622, Gemäldegalerie Berlin
- Konstantingeschichte, Sieben Entwürfe zu Tapisserien, 1622–1623, Editio princeps, Philadelphia Museum of Art
- Der Altar des heil. Ildefonso, 1630–1632, Kunsthistorisches Museum
- Der Liebesgarten, um 1632, Museo del Prado, Madrid
- Helene Fourment mit ihrem Sohn Frans, um 1635, Alte Pinakothek, München
- Andromeda, um 1638, Gemäldegalerie Berlin
- Landschaft mit Philemon und Baucis, 1635–1640, Kunsthistorisches Museum in Wien
- Landschaft mit dem Regenbogen, um 1635, Alte Pinakothek, München
- Schloss Steen, 1635–1637, National Gallery, London
- Das Pelzchen, um 1638, Kunsthistorisches Museum in Wien
- Die drei Grazien, 1639, Museo del Prado, Madrid
- Bathseba am Springbrunnen, 1635, Dresden, Galerie Alte Meister
- Die Wildschweinjagd, Dresden, Gemäldegalerie Alte Meister
- Hero und Leander, Dresden, Gemäldegalerie Alte Meister
- Dianas Heimkehr von der Jagd, Dresden, Gemäldegalerie Alte Meister
- Diana und Callisto, zwischen 1637 und 1638, Madrid, Museo del Prado
- Merkur und Argus, Dresden, Gemäldegalerie Alte Meister
- Leda mit dem Schwan, Dresden, Gemäldegalerie Alte Meister
- Zephyr und Flora, Dessau-Roßlau, Galeriesaal Schloss Mosigkau
- Herkules und Omphale, um 1606, Musée du Louvre
- Das apokalyptische Weib, um 1623/1625, Bild für den Hochaltar im Freisinger Dom, Original in der Alten Pinakothek in München
- Der bethlehemitische Kindermord, um 1638, Öl auf Eichenholz, 198,5 cm × 302,2 cm, Alte Pinakothek, München
- Die Himmelfahrt Mariä, Museum Kunstpalast, Düsseldorf
- Die Kreuzigung Petri, St. Peter (Köln)
- Die Himmelfahrt Mariä, Pfarrkirche St. Peter und Paul, Kirchheim in Schwaben
- Die heil. Cäcilia, Gemäldegalerie Berlin
- Der sterbende Seneca, 1612/1613, Öl auf Holz, 185 cm × 154,7 cm, Alte Pinakothek, München
- Quos ego: Neptun besänftigt die Wogen, 1635, Dresden, Galerie Alte Meister
- Die Löwenjagd, 1621, Öl auf Leinwand, 248,7 cm × 377,3 cm, Alte Pinakothek, München
- Venus und Adonis, um 1615, Museum Kunstpalast, Düsseldorf
- Die vier Philosophen, um 1602, Öl auf Holz, 164 × 139, Galleria Palatina im Palazzo Pitti, Florenz

## Sonstiges
Rubens’ Gemälde Kindermord von Betlehem, um 1609/1611 entstanden, wurde 1923 von einer Privatperson geerbt. Falsch datiert und für ein Werk van den Hoeckes (1611–1651) gehalten, wurde es an das oberösterreichische Stift Reichersberg verliehen, wo es jahrzehntelang in einem dunklen Gang hing. Das Gemälde wurde schließlich am 10. Juli 2002 bei Sotheby’s in London um den Rekordpreis von 76,7 Mio. Euro versteigert und war damit der bislang teuerste „Alte Meister“. Kurz vor der Versteigerung wurde das Bild bereits im Ausland noch als Rubens identifiziert, was eine heftige Kontroverse auslöste: Es wurde vermutet, dass sich das Bundesdenkmalamt täuschen ließ und unter Vorspiegelung falscher Tatsachen die Ausfuhrgenehmigung erteilte. Dies wurde seitens des BDA dementiert, man hätte auch für den Fall, dass das Gemälde noch in Österreich als Rubens erkannt worden wäre, die Genehmigung zur Ausfuhr aus Österreich erteilt. Diese Begebenheit beherrschte unter dem Titel Rekordrubens die Schlagzeilen der Kulturmedien im Jahr 2002.
Die Hände des Künstlers zeigen in seinen Selbstbildnissen der letzten 30 Jahre seines Lebens das typische Bild einer fortschreitenden chronischen Polyarthritis.
Rubens wurde in Walhalla mit einer Büste geehrt.

## Filme
- Peter Paul Rubens. Auf den Spuren eines Malergenies. Dokumentarfilm, Deutschland, 2012, 30 Min., Buch und Regie: Werner Raeune, Produktion: 3sat, ZDF, Erstsendung: 27. Oktober 2012, Inhaltsangabe von 3sat, mit Gerhard Finckh und Nico van Hout.
- Rubens – Ein Leben in Europa. Dokumentarfilm, Deutschland, 2018, 52:53 Min., Buch und Regie: Christine Romann, Produktion: Hessischer Rundfunk, arte, Erstsendung: 18. Februar 2018 bei arte, Inhaltsangabe von ARD.